# 160.º Regimiento de Aviación de Operaciones Especiales
El 160.º Regimiento de Aviación de Operaciones Especiales (Aerotransportado) (en inglés: 160th Special Operations Aviation Regiment (Airborne), abreviado como 160th SOAR) es una unidad de operaciones especiales del Ejército de los Estados Unidos que proporciona apoyo de aviación mediante helicópteros para fuerzas de propósito general y fuerzas de operaciones especiales. Entre sus misiones se incluyen ataque, asalto y reconocimiento, y normalmente son llevadas a cabo por la noche, a alta velocidad, baja altitud y en un corto plazo. El 160th SOAR tiene su base en Fort Campbell, Kentucky, y sus miembros también son conocidos como los Night Stalkers (en español: «acechadores de la noche») y su lema es Night Stalkers Don't Quit («los acechadores de la noche no abandonan»).

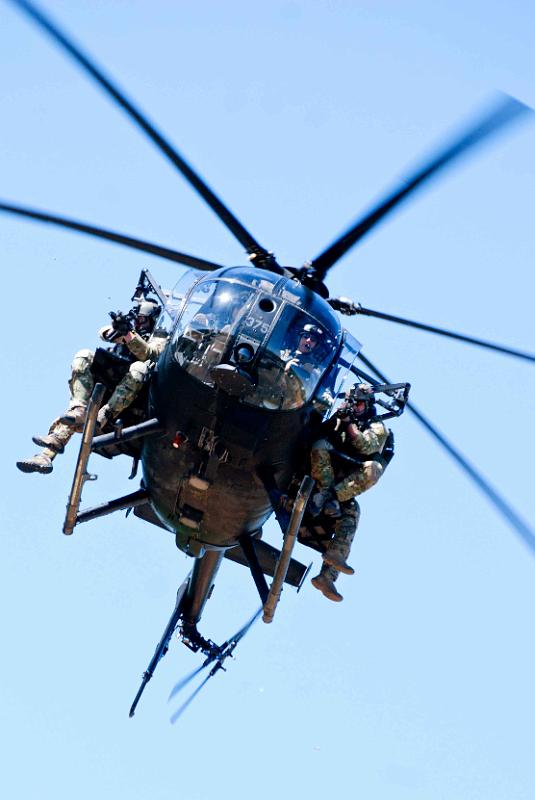
MH-6 Little Bird del 160th SOAR transportando a Rangers.
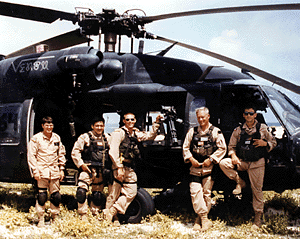
Tripulación del Super 6-4 un mes antes de la batalla de Mogadiscio.

## Historia
El 160.º Regimiento de Aviación de Operaciones Especiales, más conocido como SOAR (Special Operations Aviation Regiment), y denominado “Night Stalkers" (Cazadores Nocturnos), representa la unidad de fuerzas especiales más importante de la aviación militar.
Cuando oficialmente se activó en octubre de 1981 se designó 160 Batallón de Aviación. Gran parte del personal original provenía de la 101 División Aerotransportada. Durante la siguiente década, la unidad evolucionaría y se designaría 160.º Regimiento de Aviación de Operaciones Especiales (Aerotransportado), o SOAR, en mayo de 1990.

### Antecedentes
Tanto en la Segunda Guerra Mundial como en Corea se asignaron aviones para apoyo a operaciones encubiertas detrás de las líneas enemigas. En 1944 se realizó la primera operación de rescate de un piloto derribado, la realizó un YR-4 en Birmania. A medida que el helicóptero fue evolucionando se le asignaron nuevos roles en operaciones especiales.
Durante la guerra de Vietnam el ejército de EE. UU. formó la 129th Assault Helicopter Company, entre sus misiones estaba apoyar a las fuerzas especiales. La unidad sirvió en Vietnam desde octubre de 1965 a marzo de 1973. Estaba asignada al 10th Aviation Battalion,17th Aviation Group. Su misión era desplazar tropas y equipos en áreas controladas por el enemigo, así como dar protección de fuego a las misiones de inserción de fuerzas especiales.

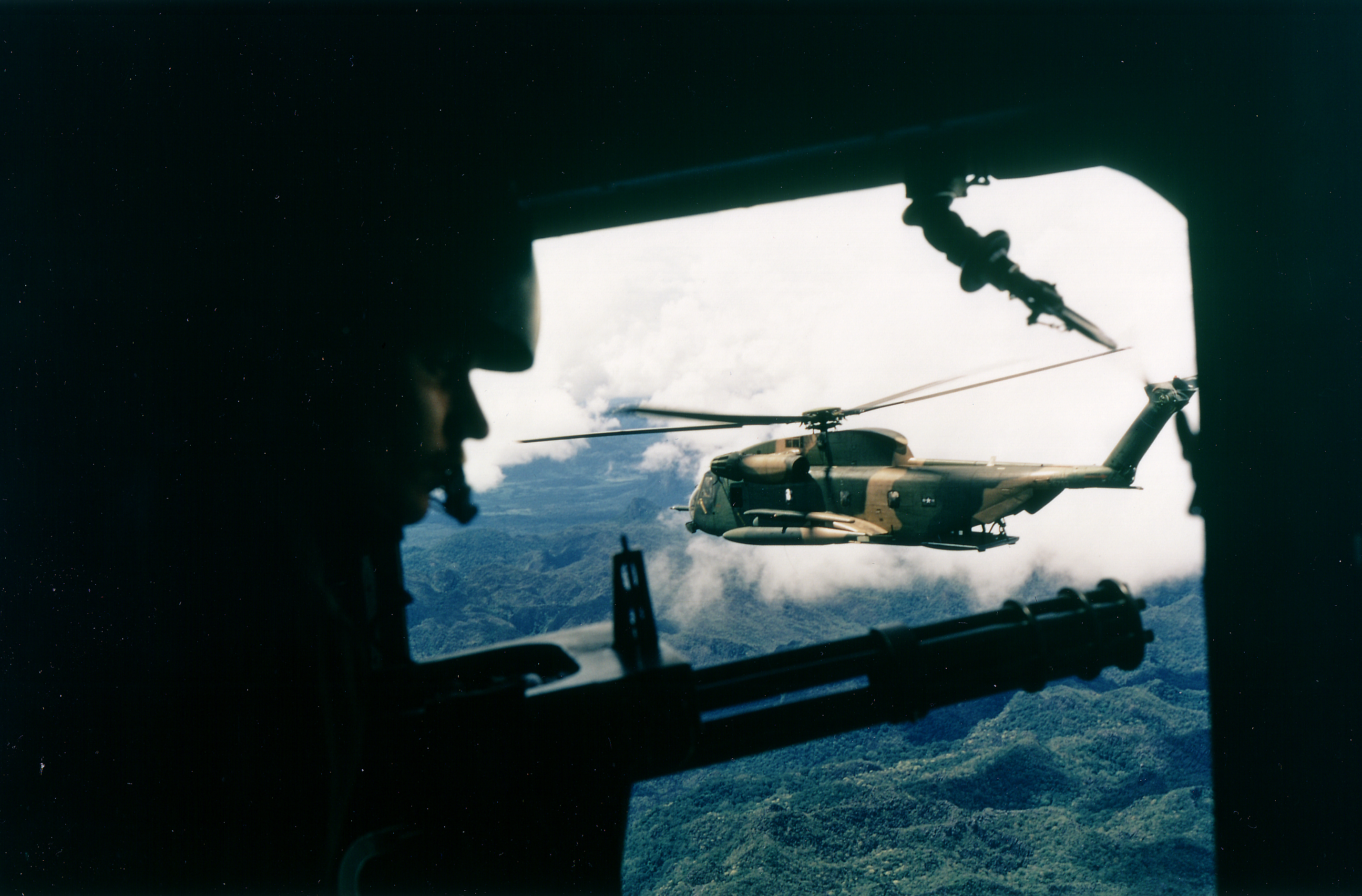
Un HH-53 del 40th Aerospace Rescue and Recovery Squadron de la USAF en Vietnam, octubre de 1972.

Para transporte se contaba con los Bell UH-1D/H Huey y para escolta y apoyo de fuego se comenzó con helicópteros UH-1B Hog para pasar después a los AH-1 Cobra. La unidad realizó numerosas misiones de inserción y extracción, diurnas y nocturnas. Una de sus características era la habilidad de moverse con todo su equipo de manera rápida por todo Vietnam del Sur para empezar a operar prácticamente de inmediato desde una nueva base.
Además de esto se creó en Fort Benning la 281th Assault Helicopter Company, que entre 1965 y 1970 se destinó a Nha Trang con la misión exclusiva de apoyar a los boinas verdes. La unidad contaba con UH-1B para transporte y UH-1C artillados para apoyo. A partir de 1970 cada grupo de fuerzas especiales contaba con un destacamento propio de 4 UH-1D.
No solo el ejército creó unidades de helicópteros para operaciones especiales, también la Fuerza Aérea contaba con unidades como el 20th Special Operations Squadron ("Green Hornets"). La Fuerza Aérea había ordenado helicópteros HH-53B y del HH-53C para paliar las limitaciones de los HH-3 en misiones de búsqueda y rescate de largo alcance durante la guerra de Vietnam. Estos operaban en unidades especializadas en rescatar a pilotos caídos en territorio enemigo, con el apoyo de aviones MC-130. Se les instalaron blindaje, armamento, sondas de reabastecimiento en vuelo y más tarde también contramedidas para contrarrestar los misiles infrarrojos y los guiados por radar. Todo esto hizo que el HH-53B/C fuera también utilizado para operaciones encubiertas en Camboya, Vietnam del Norte y Laos, cooperando con las unidades de operaciones especiales y de la CIA. En noviembre de 1970 la Operación Ivory Coast tuvo como objetivo el rescate nocturno de prisioneros del campo de Son Tay, y se emplearon los HH-53 debido a la pericia de sus pilotos así como alcance, armamento y protección de los helicópteros. A pesar de que no se logró liberar a prisiones la operación demostró lo que las Fuerzas Especiales podían lograr, y que necesitaban unidades de apoyo adecuadamente entrenadas y equipadas. La USAF creó también el 21st Special Operations Squadron al que equipó con helicópteros CH-53C en 1968 para apoyar operaciones especiales, al igual que realizaba el 20th Special Operations Squadron con sus UH-1F/P y HH-3. Las unidades de operaciones especiales de la USAF realizaron misiones de apoyo a los guerrilleros y tropas especiales que luchaban en la zona de la ruta Ho Chi Minh. Las tripulaciones de la USAF fueron probando en los HH/CH-53 equipos para poder realizar misiones nocturnas de combate (radar, equipos de visión, etc.).

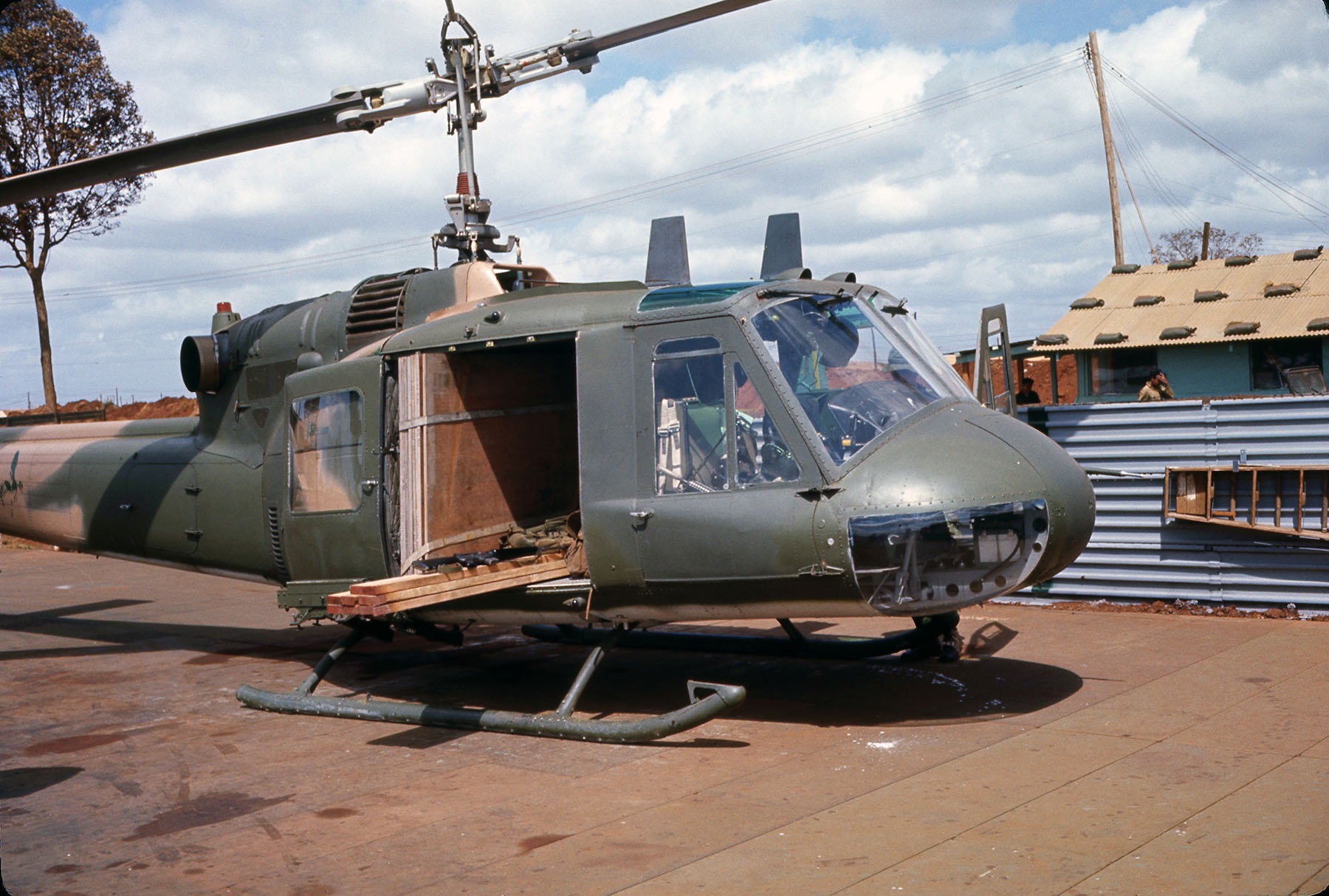
Un UH-1P del 20th Special Operations Squadron ("Green Hornets ") de la USAF. Entre sus misiones estaba el apoyo a misiones secretas de las fuerzas especiales en Laos.

En 1969, se iniciaron pruebas instalando en el HH-53 un sistema de radar y visión nocturna "Pave Low I". Las pruebas en combate no fueron satisfactorias y en 1975 se instaló a un HH-53B un sistema mejorado "Pave Low II". La USAF encargó helicópteros HH-53H Pave Low III, entregados entre 1979 y 1980.

### Creación
Después de que la misión de 1980 para rescatar a los rehenes estadounidenses de Irán fue abortada debido a problemas con los helicópteros, el ejército de EE. UU. comenzó a desarrollar una unidad de helicópteros capacitada específicamente para apoyar operaciones especiales. 
El Ejército veía al Grupo de Aviación 101, el componente de helicópteros de la 101 División Aerotransportada, como la unidad con mayor experiencia operativa de todas las unidades de helicópteros del servicio. Al ser la división de asalto aéreo del ejército, la 101 contaba con más helicópteros y entrenamiento que el resto de unidades. Por ello los elementos seleccionados para formar una unidad especializada pertenecían a los batallones de aviación de la 101. Los pilotos elegidos entraron de inmediato en un programa de formación intensiva en vuelo nocturno.
La unidad provisional se denominó Task Force 158, ya que la mayoría de sus pilotos volaban en los UH-60A del 158 batallón. Los Blackhawks y Chinook continuaron basados en Fort Campbell. La compañía A del 159 batallón aportó sus CH-47C, cuya capacidad de carga se estimó muy valiosa para establecer bases avanzadas. Los pilotos del 229 batallón de ataque cambiaron sus AH-1 Cobra por helicópteros OH-6. Los helicópteros OH-6, que habían desaparecido del inventario del ejército regular después de Vietnam, se añadieron a la unidad y fueron escondidos en un área especial de la base. Una versión armada del OH-6 fue desarrollada en Fort Rucker.
Inicialmente se pensó emplear la TF158 en un nuevo intento de rescate en Irán. Los UH-60 y CH-47 se entrenaban en California, mientras que los OH-6 ll hacían en Misisipi, para pasar luego a un entrenamiento conjunto en Fort Huachuca. Se practicaban los vuelos de larga distancia y en el verano de 1980 empezó a volarse con gafas de visión nocturna. Cuando el primer grupo de pilotos completó la formación en otoño de 1980 se planeaba ya el segundo intento de rescatar a los rehenes,  a llevar a cabo a principios de 1981. Este fue cancelado cuando los rehenes fueron liberados. 
La TF158 era la única unidad de aviación de operaciones especiales del Ejército, y sus miembros ya había sido reconocidos como pilotos nocturnos de primera clase. Su capacidad fue juzgada demasiado útil para perderse, y así los pilotos y helicópteros modificados se convirtieron en una unidad nueva. La unidad se estableció oficialmente el 16 de octubre de 1981, designada 160 Batallón de aviación. Se componía de dos compañías de UH-60 y una de CH-47. Los OH-6 constituyeron una compañía separada. El entrenamiento intensivo siguió, añadiendo misiones sobre el mar, el desierto y entrenamiento con unidades de fuerzas especiales.

### Primeras operaciones

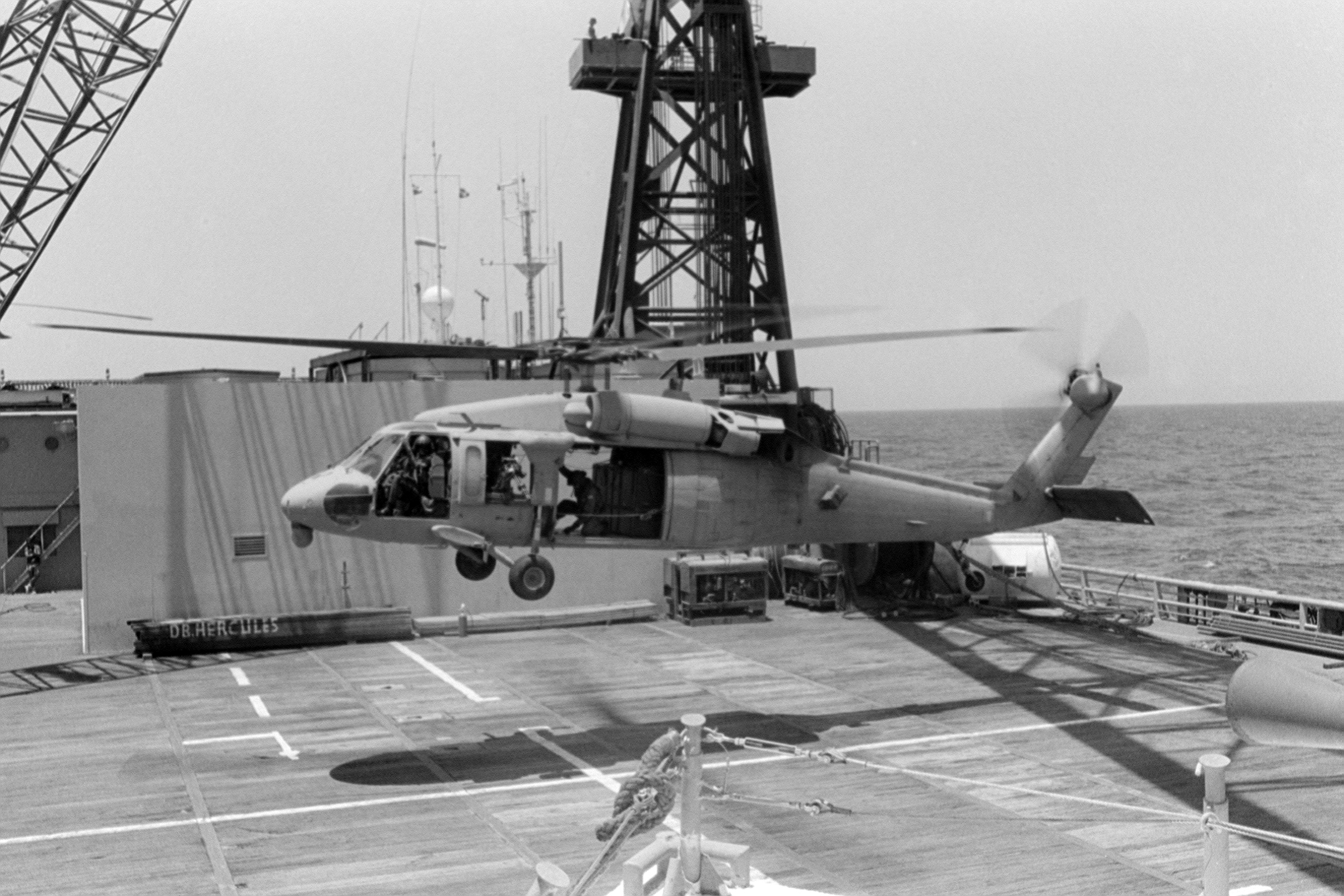
MH-60 operando desde la barcaza Hércules, durante la Operación Earnest Will.

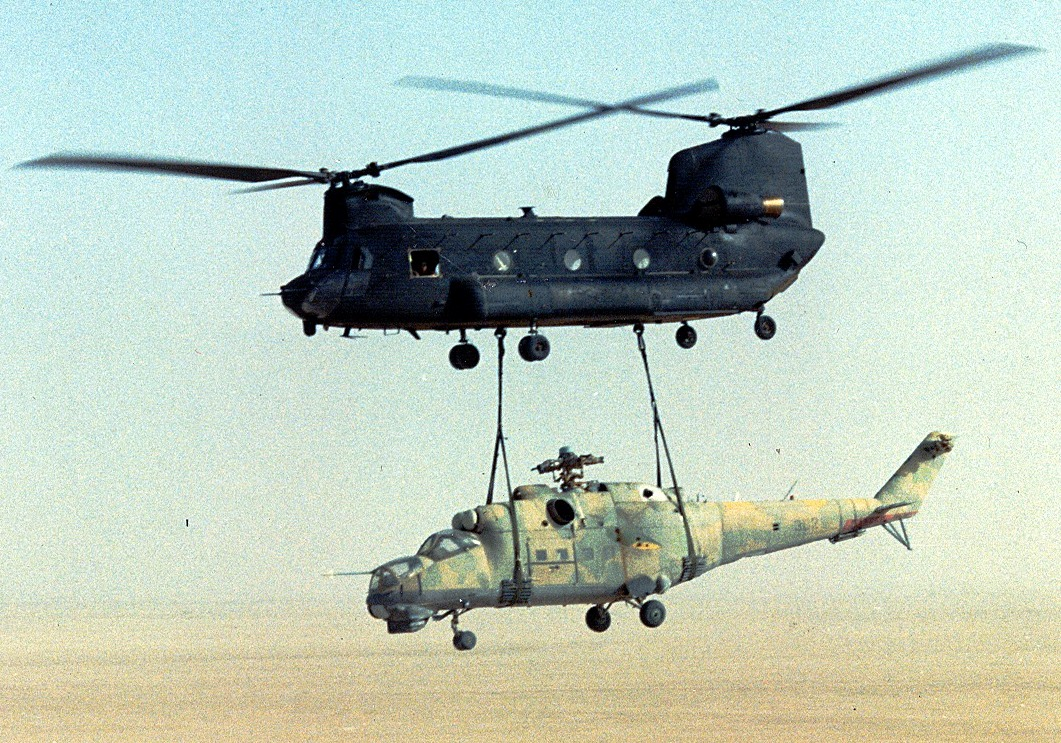
MH-47 del 160 SOAR transportando el Mi-25 libio capturado

El 160 tuvo su primera experiencia de combate en 1983 durante la Operación Furia Urgente, la invasión de Granada. Los OH-6 y MH-60 del 160 SOAR fueron llevados en aviones de la USAF a Barbados. De ahí volaron hacia Granada. Los OH-6 fueron los primeros entrar en combate y fueron usados para evacuar bajas a los barcos de la Marina. La existencia de la unidad se reveló ya que los OH-6 fueron vistos y fotografiados durante esta operación. El departamento de defensa y el ejército de Estados Unidos negaron que se hubieran utilizado A/MH-6s durante la operación a pesar de que videos y fotos mostraban claramente a los helicópteros en acción. 
Al 160 SOAR se le encargó transportar a los operadores del Delta Force que debían tomar la prisión de Richmond Hill. El plan indicaba que se realizaría la operación de noche, pero finalmente los 9 MH-60 realizaron el asalto en las primeras horas de la mañana y con un enemigo alerta, que respondió con un denso fuego. Los dos intentos de asaltar la prisión fallaron, con varios heridos a bordo y varios helicópteros averiados. Uno de los MH-60 se vio obligado a realizar un aterrizaje de emergencia.
En 1986 se cambió el nombre a Grupo de Aviación 160; y en mayo de 1990 a Regimiento de Aviación 160 de Operaciones Especiales. Con la creciente demanda de operaciones especiales la necesidad de pilotos entrenados se incrementó, así el regimiento pasó a contar con tres batallones, un destacamento separado y se incorporó además una unidad de la Guardia Nacional. Para ayudar a satisfacer las crecientes demandas de apoyo, el 1-245 ° Batallón de Aviación de la Guardia Nacional de Oklahoma, que operaba 25 helicópteros OH-58 y UH-1M, se colocó desde 1982 bajo el control operativo del 160 SOAR. La unidad recibió 17 MH-6B y 8 AH-6C y los pilotos de la Guardia nacional obtuvieron la calificación en el MH-6 y pasaron por el entrenamiento en vuelo nocturno. Las compañías de transporte recibieron 23 UH-1H, que recibieron algunos equipos para vuelo nocturno y comunicaciones, y sus pilotos entrenamiento en vuelo nocturno. La unidad debía mantener los estándares del 160 SOAR en la Guardia Nacional, así como dar soporte a las unidades de Fuerzas Especiales en la reserva y a las unidades regulares. En 1989 la unidad recibió UH-60A, que fueron convertidos en MH-60A. En 1994 con los recortes posteriores a la guerra fría la unidad fue desactivada.
Desde 1983, el 160.º Regimiento de Aviación de Operaciones Especiales y sus helicópteros estuvieron dedicados a apoyar a los contras nicaragüenses. Se unieron a helicópteros Hughes 500D especialmente adaptados y sin marcas identificatorias de la unidad de la CIA llamada Seaspray. Algunos MH-6 se basaron en Palmerola, Honduras, y volaron misiones dentro de Nicaragua. Los miembros de la unidad vestían ropas civiles, volaban de noche, y tenían órdenes de destruir sus helicópteros si se los obligaba a aterrizar.
Entre 1987 y 1988, los pilotos participaron en la Operación Earnest Will, la protección de petroleros en el Golfo Pérsico. Volaron desde barcos de la Armada y barcazas petroleras alquiladas. Así se convirtieron en los primeros pilotos de helicóptero en utilizar gafas de visión nocturna y dispositivos con visión de infrarrojos (FLIR) en misiones de combate nocturno. Se desplegó a los helicópteros MH/AH-6 del 160° Batallón de Aviación para proveer vigilancia y cooperación con otras unidades de operaciones especiales en la Operación Prime Chance. Dos MH-6 y cuatro AH-6 fueron inicialmente desplegados. Los MH-6 cargaban sistemas FLIR y un sistema de video que les permitía detectar e identificar objetivos en plena noche, y luego dar instrucciones a los AH-6 armados con minigun de 7.62 mm y cohetes Hydra 70. Inicialmente, los helicópteros patrullaban en equipos (nombre clave SEABAT) operando junto a los SH-2 Seasprite de la marina para que los dirigiesen hacia los objetivos. Luego, para minimizar la fatiga de tripulantes y helicópteros los equipos SEABAT permanecían en cubierta hasta que se identificaba un objetivo. La noche del 21 de septiembre de 1987, el USS Jarrett lanzó un equipo SEABAT (un MH-6 y dos AH-6) para confirmar los informes de que barcos iraníes estaban plantando minas. El equipo encontró al Iran Ajr, un navío de desembarco anfibio empleando sus lanzaminas. El MH-6 confirmó el blanco y los AH-6 abrieron fuego haciendo que la tripulación abandonara la nave, que fue abordada. La noche del 8 de octubre de 1987, tres botes de la guardia revolucionaria iraní fueron detectados por un SH-2 y un equipo SEABAT fue lanzado. Cuando el MH-6 se acercó recibió disparos y los iraníes lanzaron dos misiles Stinger contra los helicópteros. Se respondió al fuego y los 3 botes fueron hundidos. Durante el resto de la operación, se decidió que sería mejor que barcazas fueran empleadas como bases navales móviles para las operaciones de las fuerzas especiales. Las barcazas Hércules y Wimbrown VII fueron alquiladas y los equipos SEABAT comenzaron a operar desde ellas. Cada barcaza embarcaba un destacamento de patrulleras Mk.III, un pelotón de SEAL, un equipo SEABAT de AH/MH-6, un MH-60A, un destacamento de especialistas en explosivos, un equipo JTAC y un pelotón de Marines como protección. A principios de 1988 se decidió que helicópteros artillados OH-58D reemplazarían a los equipos SEABAT. El 24 de febrero de 1988 dos helicópteros AHIP reemplazaron al equipo SEABAT a bordo del Wimbrown VII y en junio de 1998 el equipo a bordo del Hércules fue también relevado por otro destacamento AHIP.
En junio de 1988, la unidad ejecutó la operación Mount Hope III. Dos MH-47 volaron 790 kilómetros durante la noche sobre el desierto de Chad para recuperar un Mi-25 Hind D libio abandonado en la base de Ouadi Doum en perfecto estado. Tropas libias estaban presentes a escasos kilómetros de la base y la operación hubo de hacerse de noche para lograr la mayor discreción. Cada trayecto implicó cinco horas de navegación nocturna. También colaboraron en recuperar otro equipamiento militar abandonado por los libios.
La unidad encabezó la Operación Just Cause, la invasión en 1989 de Panamá. El 17 de diciembre de 1989, 9 MH-6, 11 AH-6G/J y 19 UH/MH-60A fueron transportados al Hangar 3 de la base aérea Howard. Al anochecer del 19 de diciembre, las aeronaves fueron descargadas para prepararse para la operación Just Cause (Causa Justa). Antes que la fuerza de invasión principal se pusiera en acción  dos MH-6 apoyados por dos AH-6 aterrizaron en el Aeropuerto Internacional de Tocumen para insertar una baliza y controladores de combate. Otros cuatro AH-6 realizaron ataques contra los cuarteles del ejército, cercanos al barrio de El Chorrillo. Uno de los AH-6 fue alcanzado por disparos e hizo un aterrizaje forzoso en el complejo de la comandancia. Los dos pilotos quedaron inmovilizados por fuego de armas ligeras durante 2 horas, hasta que lograron evadirse.
Otros MH-6 escoltados por algunos AH-6 aterrizaron en el tejado de la Cárcel Modelo, era la Operación Gambit Acid. Los helicópteros dejaron a los operadores del Delta Force del equipo de rescate. Al tratar de realizar la extracción el humo impedía la localización visual del tejado, y además recibieron disparos desde una celda cercana al sitio de aterrizaje. Un MH-6 fue alcanzado por disparos y se estrelló en una calle aledaña, resultando sus pasajeros con heridas leves. Fueron socorridos por soldados de infantería del Ejército de los Estados Unidos. Además cuatro AH-6 proporcionaron fuego de cobertura durante el asalto aéreo al Aeropuerto Río Hato, siendo apoyados por un MH-60, operado como unidad de avanzada y punto de reabastecimiento. Durante esa misión fue derribado uno de los AH-6.
Después de estas misiones iniciales en Panamá el 160 SOAR apoyó a las fuerzas de operaciones especiales asegurando áreas periféricas, recuperando escondites de armas, y realizando la búsqueda del General Manuel Noriega. Cuatro MH-60, dos MH-6s, dos AH-6s, y dos MH-47 fueron movilizados en el Fuerte Sherman al norte para operaciones en los alrededores de Colón. El 3 de enero de 1990 la mayor parte de fuerzas desplegadas del 160 SOAR volvió a Fort Campbell.

### Años 90

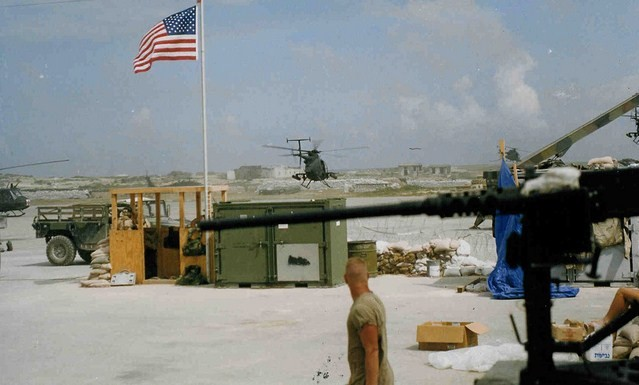
Campamento de la Task Force Ranger en Mogadiscio, 3 de octubre de 1993.

El 160 SOAR fue destacado al Golfo Pérsico tras la invasión de Kuwait. Inicialmente se basaron en el aeropuerto King Khalid y se preveía que pudiera tomar parte en la liberación de los rehenes occidentales que Sadam Hussein retenía. En los ataques iniciales de la operación Tormenta del Desierto los MH-47Es establecieron puntos de aprovisionamiento para los MH-53 Pavelow y AH-64A Apache que debían destruir los radares iraquíes para abrir paso a la primera ola de aviones de ataque. En las operaciones siguientes los MH-60 y MH-47E se asignaron a misiones CSAR (Combat Search and Rescue), rescatando pilotos derribados. También se asignaron los MH-47E Chinook y MH-60 Black Hawk para insertar y extraer los equipos que participaron en la búsqueda de lanzaderas de misiles en el desierto iraquí, llegando incluso los MH-60 DAP a realizar patrullas de búsqueda nocturna de lanzaderas. Los helicópteros del SOAR prestaron también apoyo a las fuerzas especiales que realizaban misiones de reconocimiento profundo en Irak y Kuwait. En una ocasión un MH-60 extrajo a una patrulla que había entablado combate mientras realizaba reconocimiento dentro de Irak.
En agosto de 1993 la Task Force Ranger se destinó a Somalia. Era una unidad compuesta por tropas de elite y para apoyarlas había un destacamento inicial de helicópteros 8 MH-60L, 4 AH-6 y 4 MH-6 del 160 SOAR. Su objetivo era capturar a Mohammed Farah Aidid y sus lugartenientes, que habían ordenado ataques contra la ONU y personal americano. En octubre de 1993 la unidad estuvo implicada en la batalla de Mogadiscio, 19 helicópteros del 160 SOAR tomaron parte en una misión en las inmediaciones del mercado de Bakara para detener a líderes próximos a Aidid. Dos MH-60, super 6-1 y Super 6-4, fueron derribados durante la batalla. Cinco miembros de la unidad murieron. Los MH-6 fueron parte del asalto al hotel Olympic en el Mercado de Bakara, desplegando a los operadores del Delta Force en las terrazas de los edificios contiguos. Después del derribo de super 6-1 un MH-6 consiguió aterrizar en la calle de al lado para ayudar. Bajo un fuego enemigo intenso el MH-6 rescató a los supervivientes. Durante la noche los AH-6 proporcionaron fuego de cobertura a las posiciones de los Rangers y Delta Force, que estaban bajo constantes disparos de los milicianos.
En 1995 el 160 SOAR apoyó el despliegue en Haití. Helicópteros del 1/160 y 2/160 embarcaron en el portaviones USS América, transportando a los operadores de las fuerzas especiales que tomaron los edificios del gobierno.
Entre diciembre de 1995 y abril de 1996 el 160 SOAR participó en la operación Joint Endeavor en Bosnia-Herzegovina. En abril de 1996 un destacamento de 4 MH-47D estaba realizando su misión sólo 72 horas después de haber recibido órdenes para participar en la evacuación de civiles en Liberia. Durante 10 días operaron conjuntamente con 5 MH-53J de la USAF y evacuaron a 2.500 civiles.

### 2001-2005
A partir de 2001 el 160 SOAR empezó un periodo frenético. Se volaban misiones de combate en varios países, a veces varias misiones por noche. Durante la invasión de Afganistán en 2001, el 160 apoyó dos grupos de operaciones especiales creados a principios de octubre, Daga y Espada. Los helicópteros del 160 SOAR se asignaron para apoyar a las Fuerzas especiales de EE. UU., dispuestas para el asalto en Afganistán. Se basaron a bordo del portaaviones Kitty Hawk en el mar de Arabia.

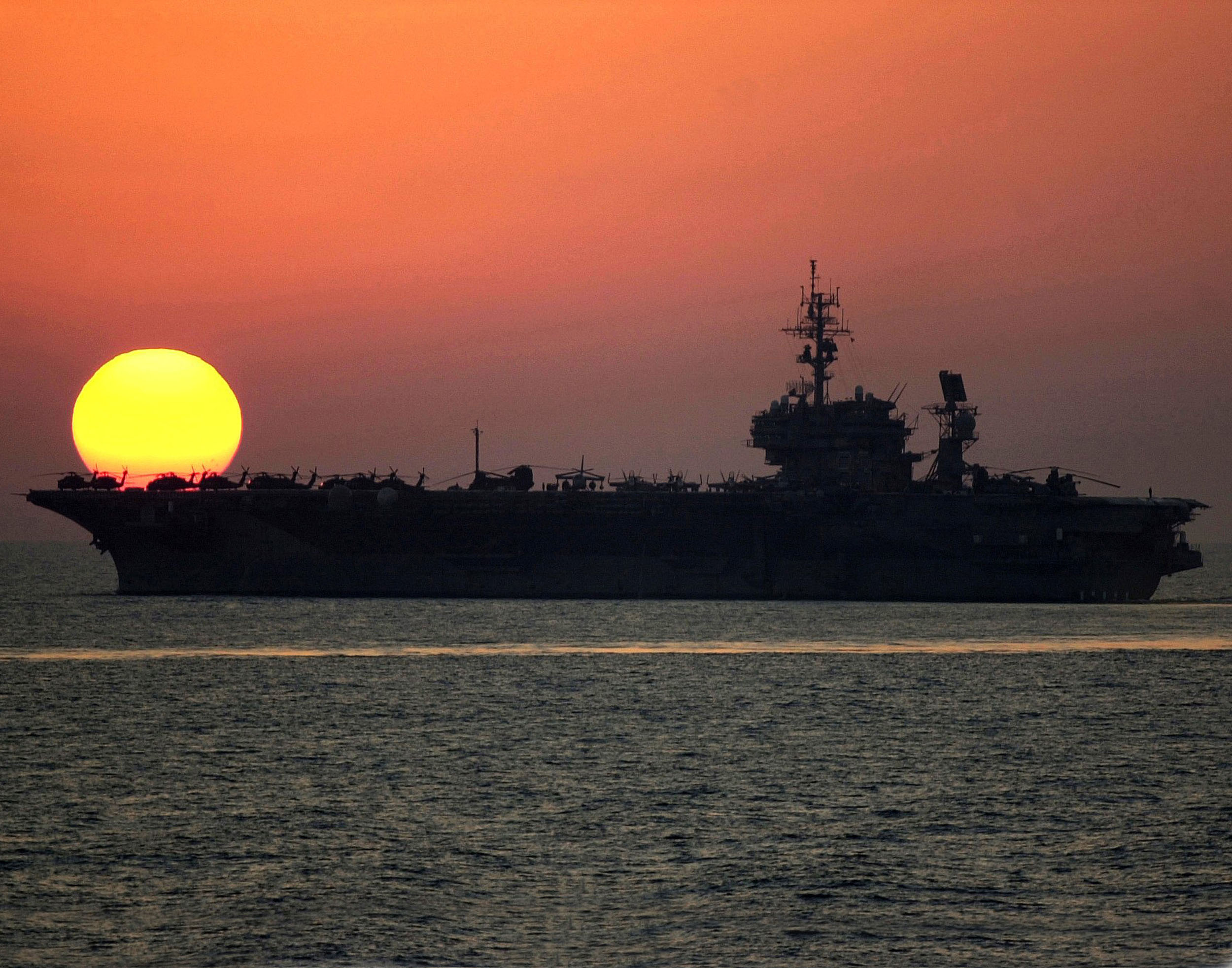
El portaviones Kitty Hawk durante la operación "Enduring Freedom". Los helicópteros del 160 SOAR son visibles en cubierta.

En la noche del 18 al 19 de octubre de 2001, dos MH-47E y su escolta de dos MH-60L de Acción Directa insertaron tropas estadounidenses desde Uzbekistán. Los pilotos, volando en condiciones de visibilidad cero, fueron reabastecidos de combustible en vuelo tres veces durante la misión de 11 horas. Se transportaron dos equipos de 12 boinas verdes equipos del 5th SOF, Alfa 555 y 595, con cuatro miembros de la Fuerza Aérea. En unas semanas, la Alianza del Norte, con la asistencia de las fuerzas terrestres y aéreas de EE. UU., capturó varias ciudades clave. En noviembre de 2001 varios AH-6J tomaron parte en diversas misiones. En diciembre los helicópteros apoyaron a los operadores Delta, SBS y de la CIA que buscaban a Osama bin Laden.
Desde enero de 2002 en Afganistán se basa una compañía de helicópteros del 160.
En febrero de 2002 un MH-47 se estrelló en el sur de Filipinas durante una operación antiterrorista, muriendo ocho miembros del 160 SOAR y dos soldados de operaciones especiales.
En marzo de 2002 la Compañía B, 2.º Batallón del 160 apoyó a las tropas de la coalición durante la Operación Anaconda. En la batalla de Ghar Takur uno de los MH-47E fue dañado por RPGs y cayó. Un segundo MH-47E respondió transportando una Fuerza de Reacción rápida; siendo dañado por las armas y RPG, realizando un aterrizaje forzoso.
El junio de 2002 en Filipinas, un destacamento de MH-47E estuvo involucrado en la operación que mató a Abu Sabaya, un líder guerrillero. Un dron Predator estadounidense lo marcó con un láser mientras trataba de escapar en barco. Un MH-47E empleó sus reflectores mientras operadores del Grupo de Operaciones Especiales filipino abrían fuego, matando al líder terrorista y capturando a otros cuatro terroristas con él.
Durante la invasión de Irak en 2003 el Tercer Batallón fue desplegado como apoyo a las  Operaciones Especiales bajo mando del CJSOTF-Oeste (Task Force Dagger). Estaba equipado con 8 MH-47E Chinook, 4 MH-60L DAP y 2 MH-60M. El Primer Batallón desplegó sus MH-60 y AH/MH-6M para apoyar a los Delta y rangers de la Task Force 20.
A las 9 horas del 19 de marzo de 2003, la primera operación fue llevada a cabo por miembros del 160 SOAR. Los grupos de ataque se denominaron "Black Swarm" e incluyeron cuatro grupos, cada uno compuesto de un par de AH-6M, un MH-6 que marcaba los objetivos y un par de aviones A-10. En siete horas fueron destruidos más de 70 puestos militares iraquíes, privando a los militares iraquíes de cualquier alerta temprana. A medida que los puestos se eliminaron los primeros equipos de operaciones especiales fueron aerotransportadas desde Jordania, incluyendo patrullas de vehículos de los Delta, Seal y SAS británicas y australianas, que fueron transportados por los MH-47E. Para apoyar a los fuerzas especiales helicópteros MH-60M, MH-60L, MH-6M y AH-6M se basaron dentro de Irak. El 26 de marzo, el 160 tomó parte en una incursión del DEVGRU de los SEAL en el Centro de Investigación Qadisiyah, que se sospechaba albergaba reservas de armas químicas y biológicas. En abril helicópteros AH-6 apoyaron a elementos del 75th Ranger en la captura de la presa de Haditha. Un MH-47E evacuó a rangers heridos en combate, escoltado por dos MH-60L DAP.
El 1 de abril de 2003 el 160 tomó parte en la misión de rescate de la soldado Jessica Lynch, hecha prisionera durante la batalla de Nasiriya. El 2 de abril un escuadrón del Delta Force fue emboscado y dos MH-60K Black llevaron un equipo médico al lugar mientras dos MH-60L del 160 respondían al fuego de los iraquíes, lo que permitió a los Delta evacuar sus bajas.
El 13 de diciembre de 2003 Saddam Hussein fue capturado y llevado por un MH-6 Little Bird del 160 SOAR hasta el Aeropuerto Internacional de Bagdad.
En 2004 efectivos del 160 SOAR participaron en el rescate de tres rehenes italianos y un empresario polaco retenidos por insurgentes iraquíes.
En Afganistán en 2005 8 miembros del 160 SOAR murieron en una misión de rescate, cuando su MH-47 Chinook fue alcanzado por un RPG.

### 2006-2009
Afganistán supuso un gran reto debido a las grandes extensiones, duras condiciones climáticas y el terreno montañoso de Afganistán. Los mandos prefirieron asignar los MH-47, ya que habían probado ser capaces de volar sin problema en las grandes alturas en que se llevaban gran parte de las operaciones especiales en Afganistán. La misión típica era emplear los MH-47 para introducir y retirar a grupos de operadores especiales en territorio controlado por los talibanes. La posibilidad de transportar grupos de ataque de 20-40 operadores con su equipo convirtieron a los MH-47 en el helicóptero favorito de las tropas de operaciones especiales. En marzo de 2006, operadores SEAL y Rangers fueron trasportados por el 160 SOAR a Pakistán, para el asalto de un campo de entrenamiento de al-Qaeda. En esta operación los asaltantes mataron a unos 30 terroristas, incluido el comandante del campo.
El 160.º también se desplegó en Irak, donde la mayor parte de misiones fueron apoyo contrainsurgencia y tuvieron lugar en ciudades. Por ello se usaron principalmente los MH-6 Little Bird y MH-60 Blackhawk. En mayo de 2006, los helicópteros del 160 llevaron al Escuadrón B de los Delta a Yusufiya, Irak, para luchar contra los combatientes de Al-Qaeda. A medida que los operadores desembarcaron sus helicópteros, fueron atacados desde una casa cercana y más combatientes de Al-Qaeda pronto se unieron al tiroteo. Los artilleros de puerta de los BlackHawk dispararon contra los insurgentes; dos AH-6M de apoyo llevaron a cabo ametrallamientos contra los edificios. Un AH-6 del 1.er Batallón, Compañía B, fue derribado y la tripulación falleció.

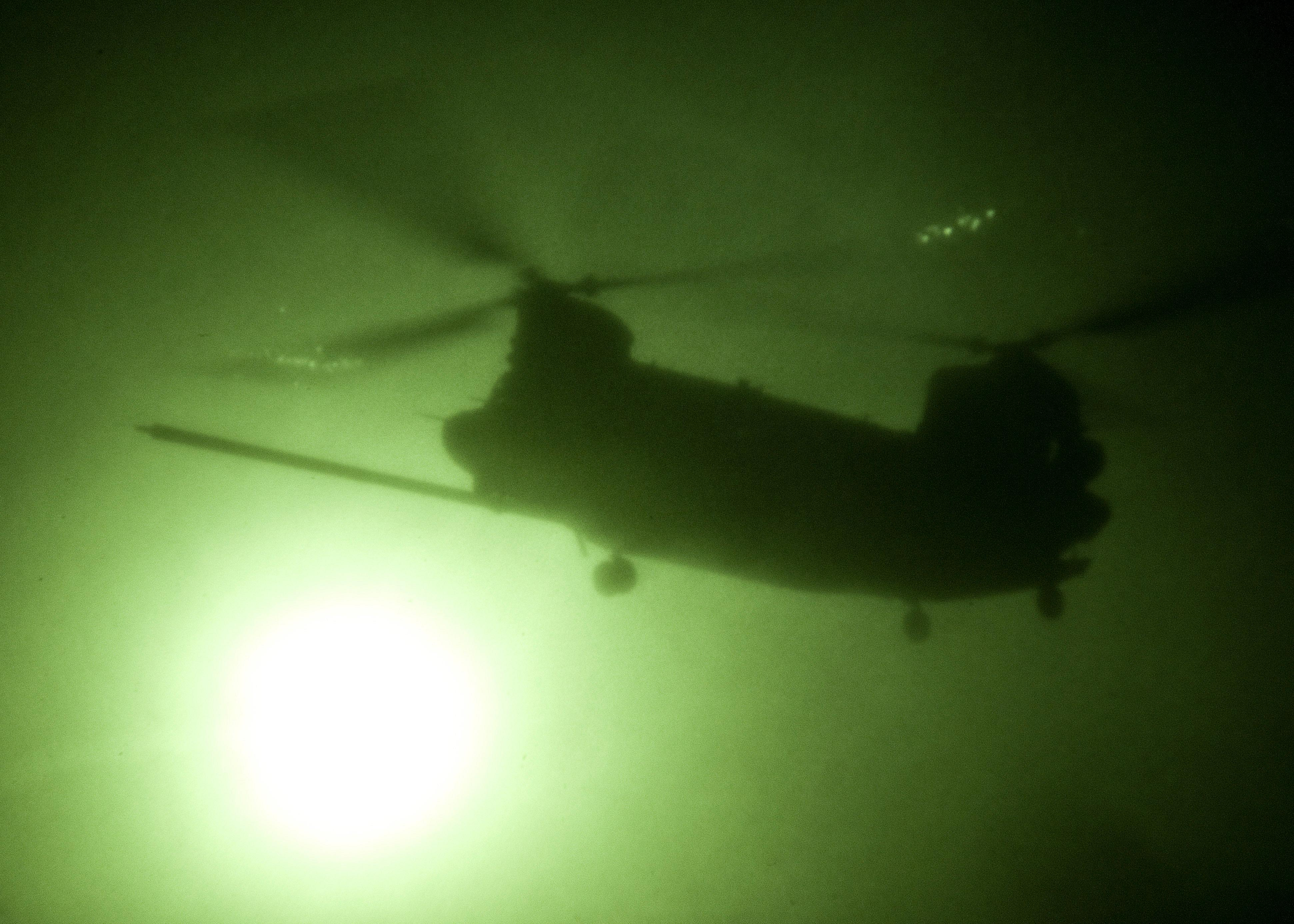
MH-47 Chinook durante operaciones nocturnas en Afganistán.

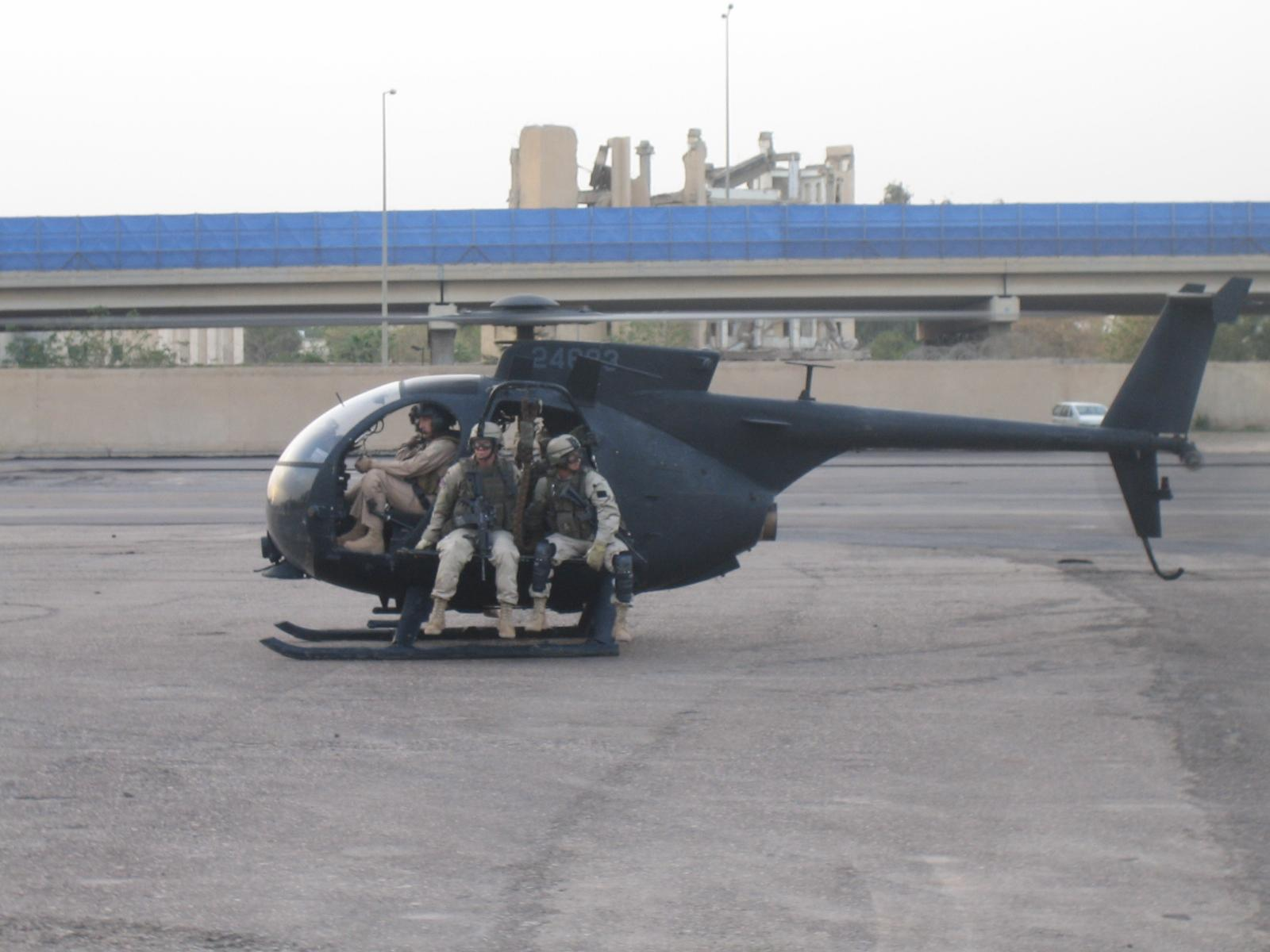
Helicóptero MH-6 transportando cuatro operadores de Fuerzas Especiales.

En julio de 2006, un par de MH-47E de 160 SOAR intentó insertar un elemento combinado del DEVGRU y comandos afganos en la provincia de Helmand, para atacar a un campamento talibán. Con algunas tropas ya sobre el terreno, los talibanes les tendieron una emboscada. Ambos helicópteros fueron alcanzados por el fuego. Un piloto de MH-47E interpuso su helicóptero en la línea de fuego para proteger al otro MH-47E mientras su equipo de asalto desembarcaba. Un RPG golpeó el blindaje del MH-47E, que hizo un aterrizaje forzoso. El comandante de los Ranger y un adjunto del SASR Australiano organizaron la defensa mientras que el otro MH-47E contuvo a los insurgentes que avanzaban hasta que sus ametralladoras se quedaron sin municiones. Un AC-130 Spectre se unió a la batalla y protegió al helicóptero derribado hasta que un helicóptero británico acudió al rescate. El AC-130 entonces destruyó el MH-47E para evitar que los talibanes se apoderaran de su equipo y armamento.
Elementos del 3.º Batallón realizaron despliegues puntuales en apoyo de la Operación Libertad Duradera, Caribe y América Central desde 2008. Los helicópteros estuvieron presentes durante los ejercicios SOCOM contraterroristas 2008 en Denver. El 24 de abril de 2008, la Compañía D, del 3.º Batallón se inactivó, como parte de un plan de transformación del regimiento. Ese mismo año el 160 SOAR también participó en la incursión que acabó con Bin Laden.
En 2009 cuatro miembros de la Compañía D, 1.º Batallón, murieron cuando su MH-60 chocó contra una montaña durante un entrenamiento en EE. UU. En septiembre de 2009 en Afganistán el 160 SOAR insertó a operadores del SBS británico y fuerzas especiales de EE. UU. en la provincia de Kunduz para rescatar al periodista Stephen Farrell y su intérprete afgano. El 19 de septiembre de 2009 en Somalia un destacamento participó en la Operación Equilibrio Celeste, cuyo objetivo era un líder terrorista de al-Qaeda. La fuerza de asalto consistió en 4 AH-6M y 4 MH-60L que transportaban a operadores DEVGRU del SEAL. Los AH-6 atacaron a dos vehículos, matando al líder junto con otros tres terroristas, a continuación los SEAL registraron los vehículos y recuperaron el cuerpo.
El 22 de octubre de 2009, un helicóptero del 3.º Batallón se estrelló contra el USNS Ártico durante un ejercicio de entrenamiento conjunto frente a la costa de Virginia. El accidente mató a un soldado e hirió a otras ocho personas.

### 2010-2020
En mayo de 2011, el 160 SOAR aporta helicópteros para la inserción y cobertura al asalto del complejo de Osama bin Laden.
El 28 de mayo de 2012 tuvo lugar la Operación Jubilee: Blackhawks desde el 160 SOAR volaron en unos equipos de la SAS regimiento británico 22 y DEVGRU en la provincia de Badakhshan, Afganistán para que pudieran rescatar a un trabajador británico de ayuda, un trabajador de ONG de Kenia y 2 afganos que estaban tomado como rehén por bandidos en la provincia. El rescate fue un éxito.
El 15 de enero de 2014, un MH-60M Halcón Negro del 160 realiza un aterrizaje forzoso en el Hunter Army Airfield en Georgia. Un soldado, CPT Clayton Carpenter, de Nueva York (póstumamente ascendido a MAJ), murió junto con otros dos heridos. El 4 de julio de 2014, durante la Operación Resolver inherente, la acosadores Noche inserta Delta Force operadores en Siria para rescatar a James Foley y otros rehenes estadounidenses. Un estadounidense fue herido, no se encontraron rehenes, pero murieron un número sustancial de los terroristas. CENTCOM erróneamente publicó un video en internet de un vuelo de cuatro MH-60M del 160o SE ELEVA la realización de una recarga de combustible en pleno vuelo sobre Irak en octubre de 2014, el video ha tomado a toda prisa hacia abajo. El 26 de noviembre de 2014, MH-60 volados por Nightstalkers tomaron parte en la primera incursión en el 2014 las operaciones de rescate de rehenes en Yemen.
Los acosadores de la noche siguen siendo desplegados en Afganistán como parte de natos Misión apoyo decidido después de la Operación Libertad Duradera y Afganistán terminó a finales de 2014 y fue sustituido por centinela de la Operación Libertad . A lo largo de la noche del 5 de diciembre de 2015, un grupo de rangers que participan en un tiroteo con las tropas enemigas cerca de la frontera entre Afganistán y Pakistán; después de unos 5 soy su comandante llamó a una extracción después de que se enteraron de un grupo más grande enemigo se acerca. Un helicóptero desde el 160o SE ELEVA llegado y comenzó a recibir un intenso fuego del enemigo, un AH-64 Apache helicóptero desde el 1.er Batallón 101.er Regimiento de Aviación de escolta al helicóptero, ponen su Apache directamente entre las tropas de Estados Unidos, el helicóptero y las fuerzas enemigas para dibujar el fuego. Como resultado, la extracción fue un éxito.
El Washington Post informó que el 160th SOAR participó en la incursión Yakla en Yemen el 29 de enero de 2017, distinguiéndose cuando sus helicópteros volaron en repetidas ocasiones desafiando al fuego enemigo pesado para apoyar a los miembros del SEAL de la Marina. El 25 de agosto de 2017, un helicóptero MH-60 del 160th SOAR se estrelló frente a las costas de Yemen, seis soldados sobrevivieron, uno de los miembros del servicio de EE. UU. seguía desaparecido. CNN informó que el 27 de octubre de 2017, un helicóptero estadounidense del 4º Batallón 160th SOAR se estrelló en la provincia de Logar, Afganistán, matando a uno e hiriendo a más de 6 miembros del servicio de EE. UU., el accidente no fue resultado de acción del enemigo.

### 2021-hoy
Está confirmada en Kabul del 160th SOAR en la evacuación de Kabul en 2021. La unidad desplegó en el aeropuerto de Kabul algunos de helicópteros AH/MH-6, MH-60 y MH-47 Chinook. El 160th SOAR dio apoyo a las operaciones de evacuación llevadas a cabo por unidades de operaciones especiales. El KSK alemán ejecutó diversas misiones de rescate en la ciudad de Kabul, contando con el apoyo de helicópteros MH-6.
En 2023 la operación de evacuación de EEUU en Sudán fue realizada por el Equipo 6 del SEAL y helicópteros del 160th SOAR.

## Misión

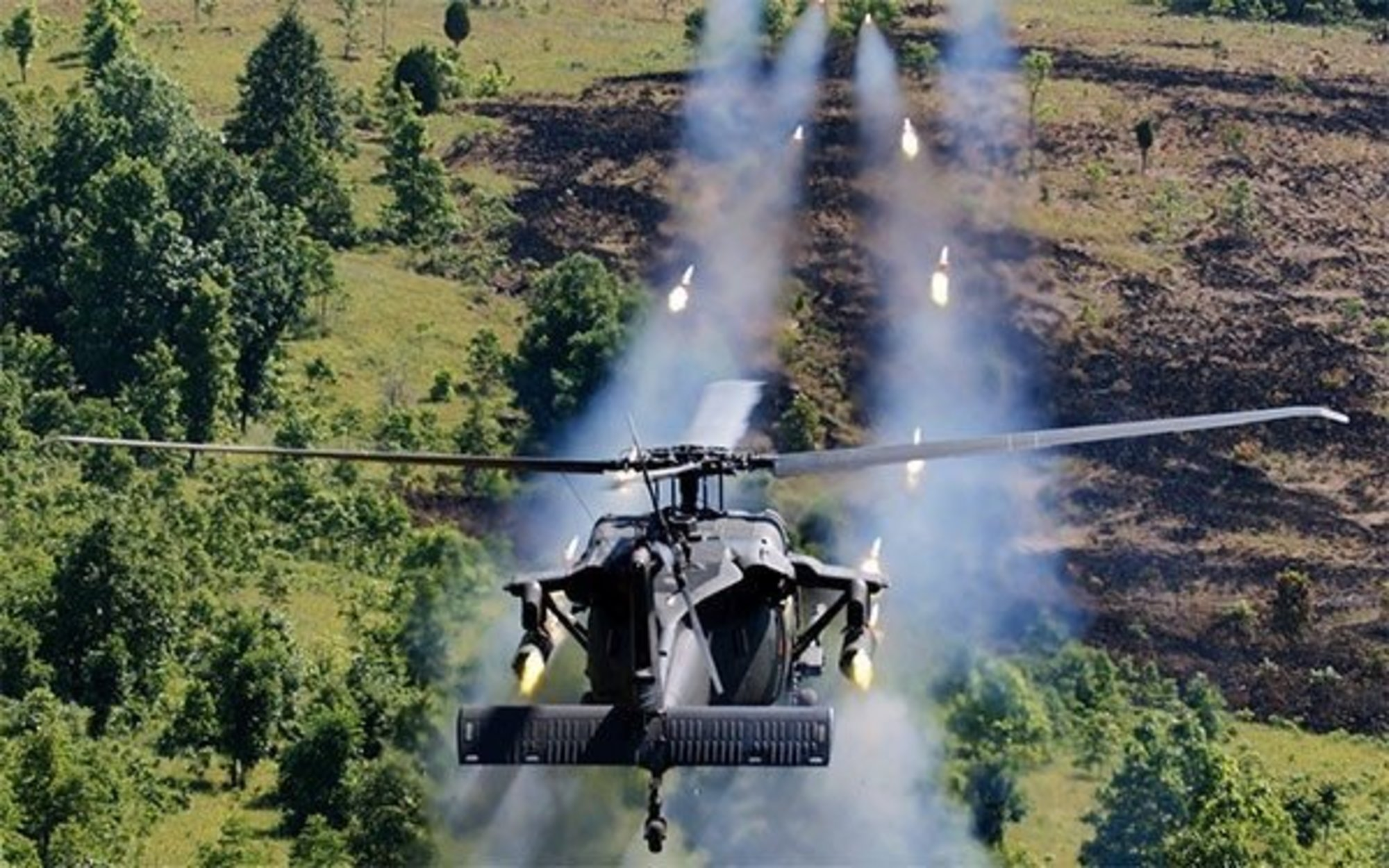
Helicóptero MH-60M Direct Action Penetrator (DAP).

Las penetraciones de largo alcance y baja altura son la especialidad de las escuadrillas del 160° SOAR, cuya misión es infiltrarse detrás de las líneas enemigas para insertar o extraer personal de operaciones especiales. Sus helicópteros también pueden utilizarse para otras operaciones tras las líneas enemigas: reabastecimiento, asalto aéreo, apoyo aéreo cercano o evacuación médica de personal de operaciones especiales.
El mando de Operaciones Especiales de EE. UU. fomenta la cooperación entre servicios, por lo que se busca que cualquier equipo de fuerzas especiales pueda recibir apoyo helitransportado fiable cuando, donde y como sea necesario. Por ello el 160th SOAR centra la mayor parte de las operaciones de combate y para realizar su misión se le pide:
- Movilidad: el 160th SOAR debe ser capaz de movilizarse en el menor tiempo posible a cualquier lugar del mundo (esto incluye barcos). Esto incluye embarcar sus helicópteros en aviones de transporte y tras desembarcarlos hacer que estén operativos en el menor tiempo posible.
- Fiabilidad: el 160 SOAR debe ser capaz de realizar misiones nocturnas o en cualquier tipo de tiempo atmosférico, a la mayor velocidad posible, evadiendo la detección del enemigo. Todo ello sin ningún error al realizar la misión.
- Coordinación y precisión: el 160 SOAR debe ser capaz de llegar a su objetivo en el tiempo indicado. Se permite una desviación de 30 segundos respecto al tiempo señalado. Hay que tener en cuenta que esto implica largas horas de vuelo sobre tierra a baja altura y en condiciones desfavorables.

Otros países (Francia, Gran Bretaña, Australia, ...) han tomado la unidad como modelo para establecer sus propias unidades de aviación especializadas en apoyo a operaciones de fuerzas especiales. Por ejemplo el ejército de tierra de Francia creó el 4º Regimiento de Helicópteros de Fuerzas Especiales.
En EE. UU. la USAF cuenta con escuadrones de operaciones especiales, equipados con CV-22 o HH-60. Entre sus misiones están la infiltración/exfiltración de fuerzas especiales, pero no el asalto directo o transporte pesado que puede efectuar el 160th SOAR. La US Navy desactivó por problemas presupuestarios uno de sus dos escuadrones de helicópteros de operaciones especiales, pero los MH-60S del HSC-85 tampoco pueden realizar muchas de las misiones del 160th SOAR. Los SEAL se entrenan frecuentemente con el 160th SOAR, operando desde barcos.

## Selección y entrenamiento

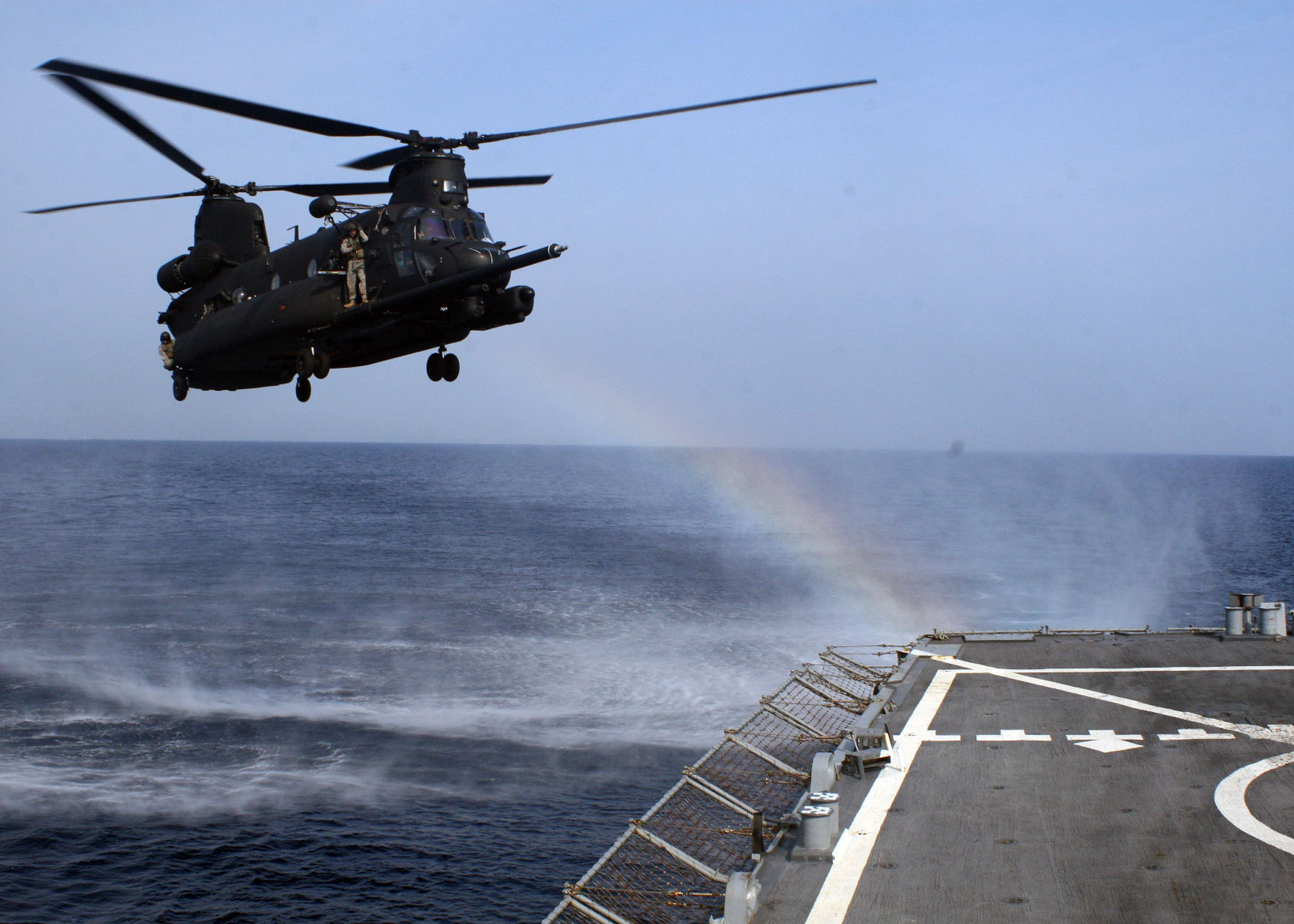
MH-47 practicando asalto aéreo a un barco.

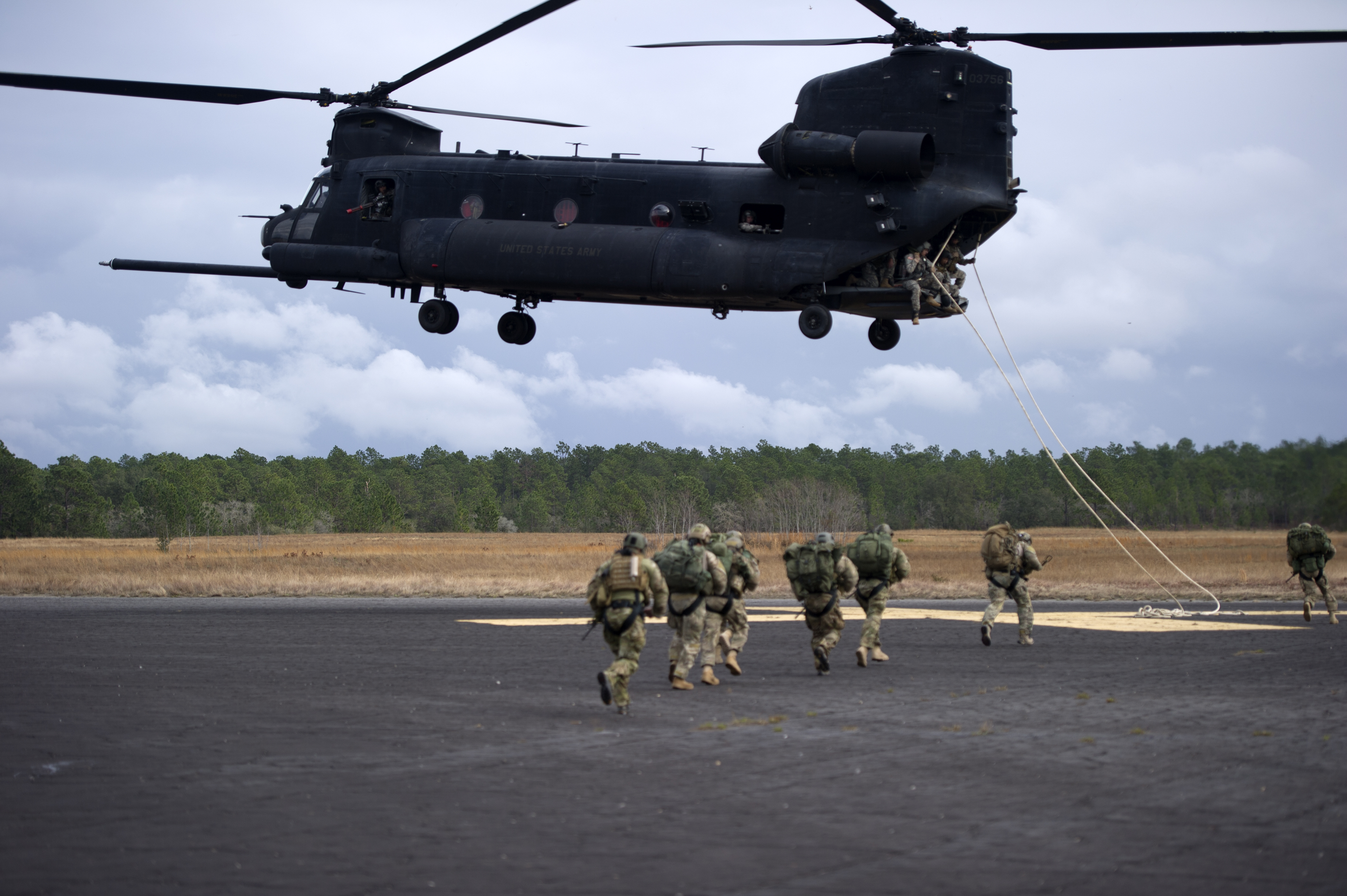
Operadores del 7th Special Forces Group (Airborne) del US Army abordan un MH-47 durante un ejercicio.

El 160ª SOAR recluta entre los pilotos que han completado al menos un destino completo después de la escuela de pilotos. Se considera deseable que los reclutas hayan volado al menos 1.000 horas, 100 de ellas con equipo de visión nocturna, pero no es obligatorio.
El personal es reclutado entre aquellos que poseen las habilidades necesarias en el 160° SOAR. Antes de ser seleccionados los pilotos candidatos asisten a una evaluación de una semana en Fort Campbell, donde se realizan evaluaciones físicas, mentales y psicológicas. Las pruebas físicas incluyen nadar con equipo de vuelo completo, incluido casco.
Los oficiales y el personal seleccionado deben primero ser asignados a la unidad de entrenamiento, llamado Pelotón Verde. Allí pasan cinco semanas de entrenamiento y después están después durante ocho meses de evaluación y entrenamiento. Entre los entrenamientos están combate con armas y cuerpo a cuerpo, escape y evasión, supervivencia en tierra y agua, y otras habilidades útiles para misiones peligrosas. Muchos miembros del 160.ª SOAR asistirán a escuelas de asalto aéreo.
La formación busca que los pilotos cuenten con las habilidades básicas de combate: respuesta intuitiva al entorno en que se moverán, navegación sobre tierra, vuelo en combate, empleo de armas y operaciones en equipo. El entrenamiento incluye empleo en combate de armas de infantería: pistola M9, carabina M4, y fusiles M16 y AK-47. Los soldados que no pasan el curso pueden volver a presentarse una segunda vez. La formación teórica y práctica incluye también CSAR y recuperación de personas como parte de la selección y del entrenamiento habitual. Por ello el 160 trata de siempre de participar en maniobras como las Red Flag y Green Flag, así como otras de la OTAN y países aliados.
Dada la especialización en volar bajo y de noche, los pilotos pasan gran parte de su entrenamiento practicando este tipo de habilidades. Los accidentes no son extraños dadas las exigencias del entrenamiento.

## Organización
Los 1° y 2° batallones tienen su base en Fort Campbell, Kentucky, mientras que el 3° Batallón tiene su base en Hunter Field, Georgia. En 2005, se formó un cuarto batallón en Fort Lewis, Washington. También hay compañías asignadas al Comando Sur y, a veces, al Comando Pacífico, y se asignan elementos para trabajar con el Delta Force en misiones antiterroristas. Cuenta con su propia unidad de entrenamiento, Special Operations Aviation Training Battalion. El objetivo es que los batallones 2, 3 y 4 tengan la misma composición: dos compañías de MH-47, una de MH-60 y otra de mantenimiento.
Durante la Guerra Global contra el Terrorismo elementos del 160.ª SOAR se basaron en Irak y Afganistán. En operaciones la unidad se organizará para ajustarse a las misiones de los operadores a los que apoyan. Aunque los SEAL pudieran contar con sus propios helicópteros el 160 SOAR también trabaja con ellos ya que cuenta con más entrenamiento que sus equivalentes del USMC/Navy. Los pilotos de SOAR aprenden por ello a llevar a cabo operaciones desde portaaviones y buques, certificandose para ello y entrenando habitualmente.
| Unidad | Base                                 |
| --- | ------------------------------------ |
| 160th Special Operations Aviation Regiment (160th SOAR) (A) Regimental Headquarters - Headquarters and Headquarters Company (HHC) - Extended-Range Multi-Purpose Company E (MQ-1C) - Extended-Range Multi-Purpose Company F (MQ-1C) - Special Operations Aviation Training Company | Fort Campbell, Kentucky              |
| 1st Battalion, 160th Special Operations Aviation Regiment (1–160th SOAR) - Headquarters and Headquarters Company (HHC) - Light Attack Helicopters Company (AH-6M) - Light Assault Helicopters Company (MH-6M) - Medium Attack Helicopters Company (MH-60M DAP) - Medium Assault Helicopters Company (MH-60M) - Medium Assault Helicopters Company (MH-60M) - Aviation Maintenance Company | Fort Campbell, Kentucky              |
| 2nd Battalion, 160th Special Operations Aviation Regiment (2–160th SOAR) - Headquarters and Headquarters Company (HHC) - Heavy Assault Helicopters Company (MH-47G) - Heavy Assault Helicopters Company (MH-47G) - Aviation Maintenance Company - Unmanned Aviation Systems Companies | Fort Campbell, Kentucky              |
| 3rd Battalion, 160th Special Operations Aviation Regiment (3–160th SOAR) - Headquarters and Headquarters Company (HHC) - Medium Assault Helicopters Company (MH-60M) - Heavy Assault Helicopters Company (MH-47G) - Heavy Assault Helicopters Company (MH-47G) - Aviation Maintenance Company                                                                                             | Hunter Army Airfield, Georgia        |
| 4th Battalion, 160th Special Operations Aviation Regiment (4–160th SOAR) - Headquarters and Headquarters Company (HHC) - Medium Assault Helicopters Company (MH-60M) - Heavy Assault Helicopters Company (MH-47G) - Heavy Assault Helicopters Company (MH-47G) - Aviation Maintenance Company                                                                                             | Joint Base Lewis-McChord, Washington |

## Equipamiento
La 160.ª SOAR opera unos 190 helicópteros: 50 MH/AH-6M, 72 MH-47E/G y 72 MH-60M. Para ayudar a la supervivencia, los helicópteros del 160 SOAR más grandes pueden estar equipados con un sistema de advertencia de aproximación de misiles (MAWS) junto con un dispensador de contramedidas para lanzar chaff y bengalas. También se les ha instalado mejor protección balística ligera para tripulación y componentes críticos; así como mejor protección de la cabina. Los Night Stalkers  operan  extraoficialmente también otros tipos de helicópteros que están cedidas temporalmente por otras unidades militares o agencias gubernamentales.
Entre los equipos que emplean los helicópteros del 160 SOAR para inserción/extracción están:
• Fast Rope: conjunto de plataformas que permiten unir cuerdas de lana gruesa a la cabina para permitir a los operadores "bajar la cuerda" desde el helicóptero.
• Sistema especial de inserción y extracción de patrullas (SPIES): Utilizado para extraer personal situado en tierra o en el agua. Se sujeta una sola cuerda al helicóptero, una serie de anillos en la cuerda permite que los operadores equipados con arneses especiales se sujeten a la cuerda. Hasta 8/10 soldados totalmente cargadas pueden levantarse utilizando este método.
• Aparejo de rescate: pequeña grúa operada eléctricamente  que se puede utilizar para subir al personal al helicóptero desde el suelo o desde el agua.
| Aeronave                           | Tipo                                        | Variante     | Unidades     | Comentarios                                                                      |              |
| Helicópteros                       | Helicópteros                                | Helicópteros | Helicópteros | Helicópteros                                                                     | Helicópteros |
| ---------------------------------- | ------------------------------------------- | ------------ | ------------ | -------------------------------------------------------------------------------- | ------------ |
| Boeing CH-47                       | Transporte / CSAR                           | MH-47G       | 71           |                                                                                  |              |
| Sikorsky UH-60                     | Transporte/apoyo cercano/mando/ataque       | MH-60L/M     | 72           | Algunos MH-60L convertidos a variante Direct Action Penetrator (DAP).            |              |
| MD500 Defender                     | ataque ligero/transporte ligero/observación | AH/MH-6      | 47           | Los MH-6M pueden ser equipados con Fast Rope Insertion Extraction System (FRIES) |              |
| Vehículo aéreo no tripulado (UAVs) |                                             |              |              |                                                                                  |              |
| General Atomics MQ-1               | Vigilancia                                  | MQ-1C        | 12           |                                                                                  |              |

### MH-6/AH-6 "Little Bird"

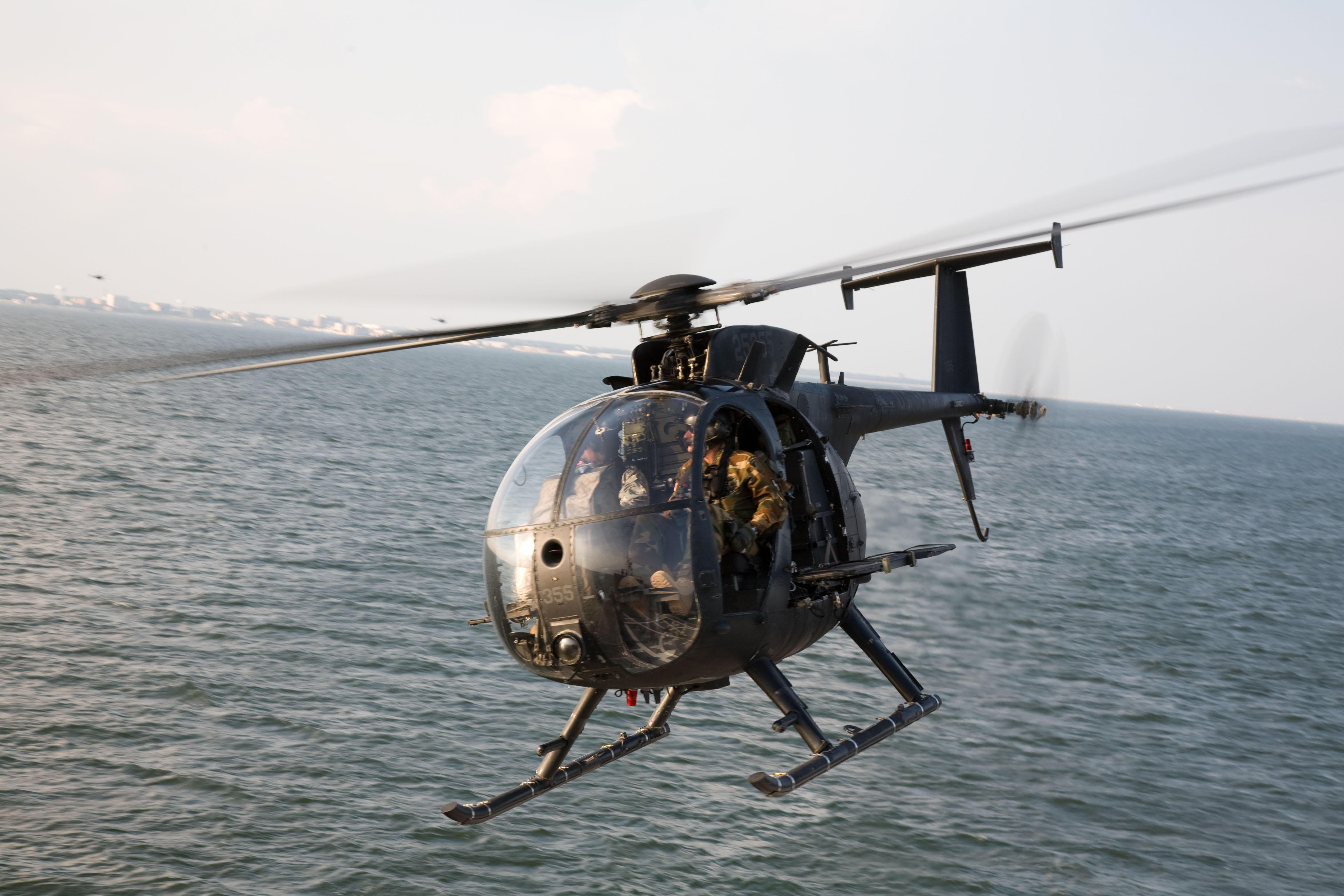
MH-6 Little Bird del 160th SOAR (Special Operations Aviation Regiment).

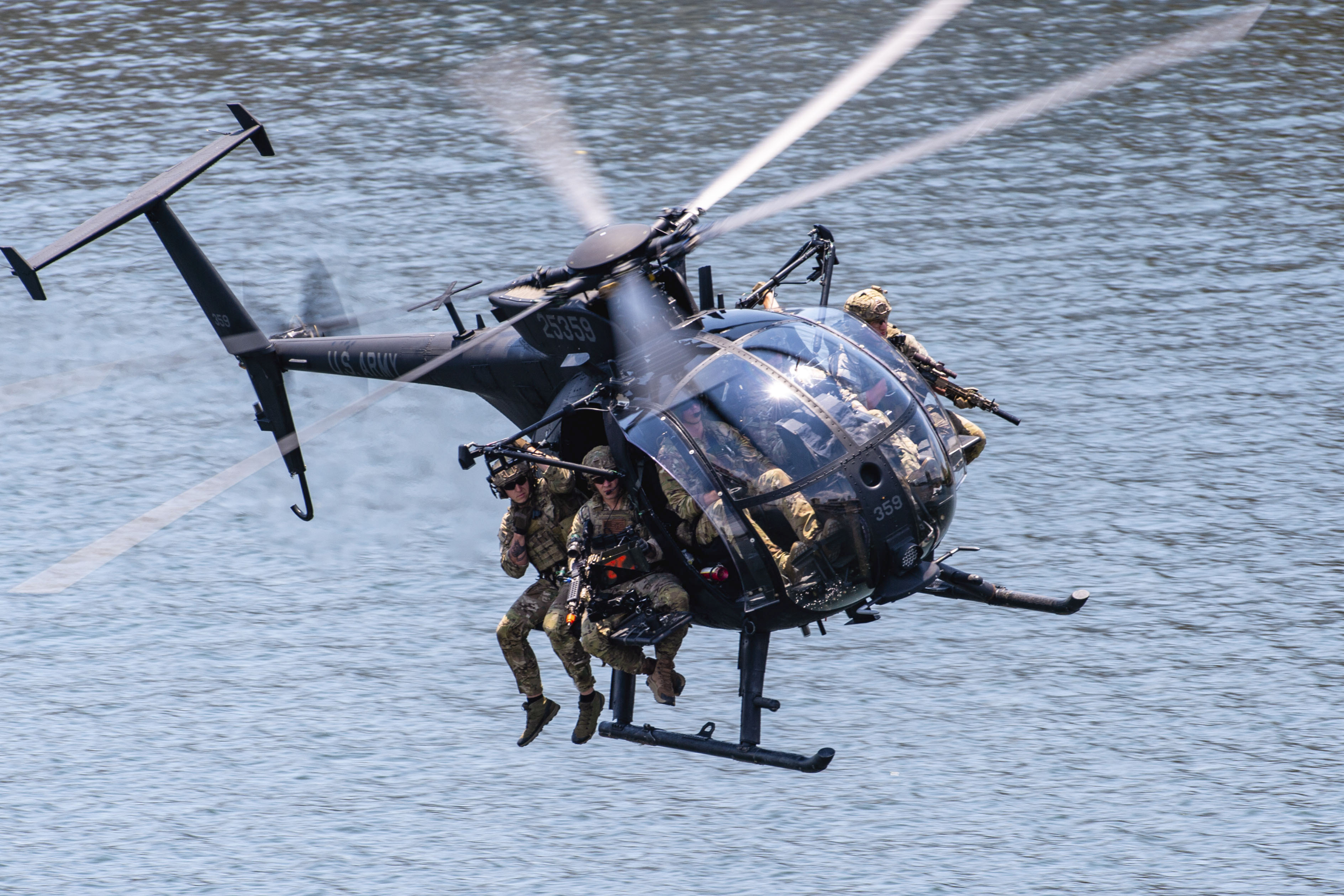
MH-6 durante una demostración en 2022.

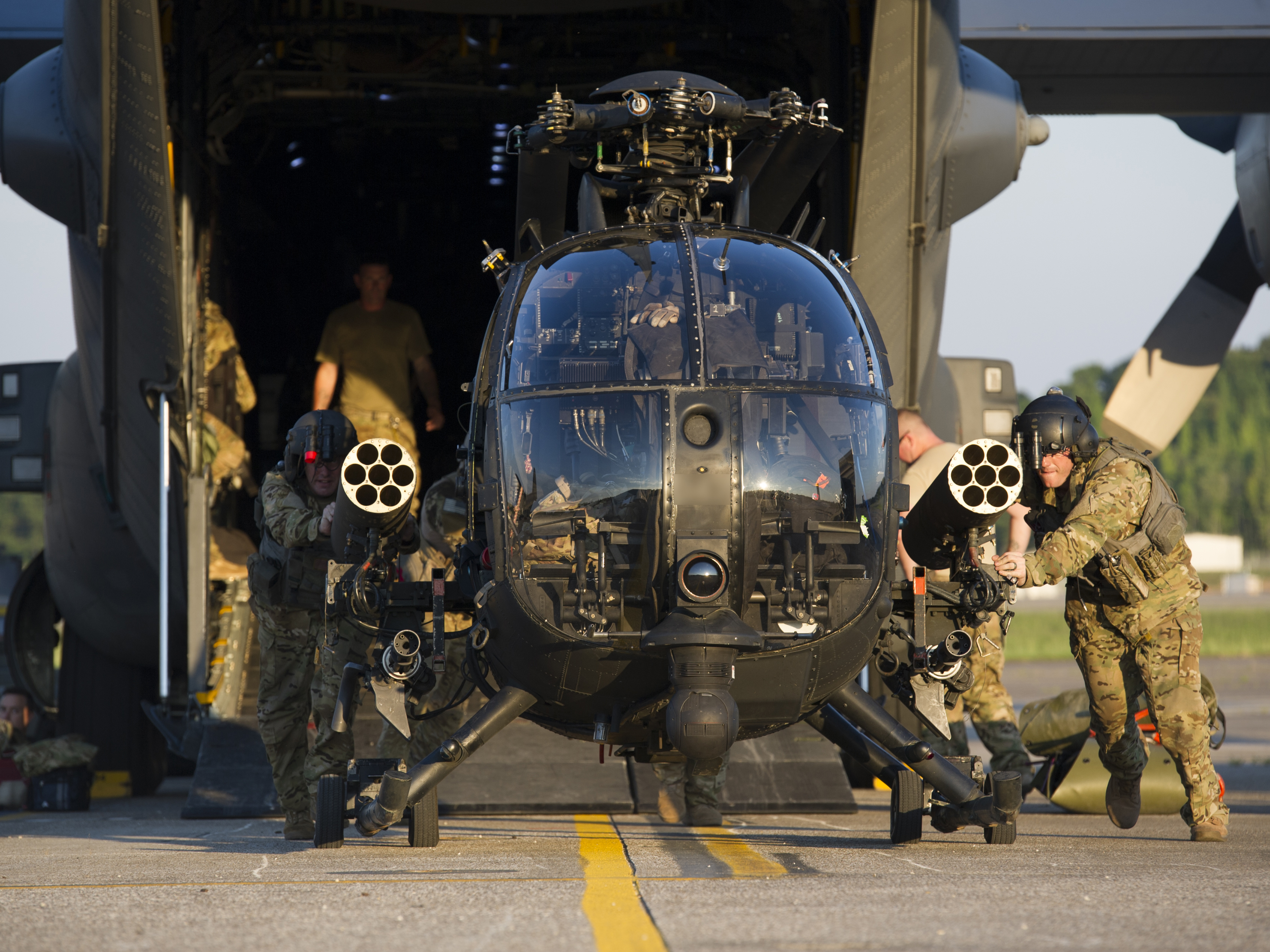
Descargando un AH-6 de un avión de transporte MC-130H.

El más conocido es el MH-6/AH-6 Little Bird. Cuando se creó la Task Force 160 se identificó la necesidad de un helicóptero que pudiera aterrizar en calles y tejados en áreas urbanas, donde otros helicópteros no pudieran, y que fuera fácilmente transportado por aviones de la Fuerza aérea. No debe olvidarse que entre las funciones asignadas estaba el apoyo a la Delta Force, que tenía asignadas tareas de contraterrorismo. Por tanto era importante contar con un helicóptero que se pudiera emplear en operaciones contraterroristas, previsiblemente en entorno urbano. Además el OH-6 es económico de operar, ofrece un nivel de ruido bajo y es muy maniobrable. Así nació el MH-6 como helicóptero de transporte ligero y el AH-6A como helicóptero de reconocimiento y ataque del 160 SOAR, conocido como Little bird (Pajarito). Como una parte separada del proyecto inicial, aparatos AH-6A artillados fueron desarrollados en Fort Rucker.

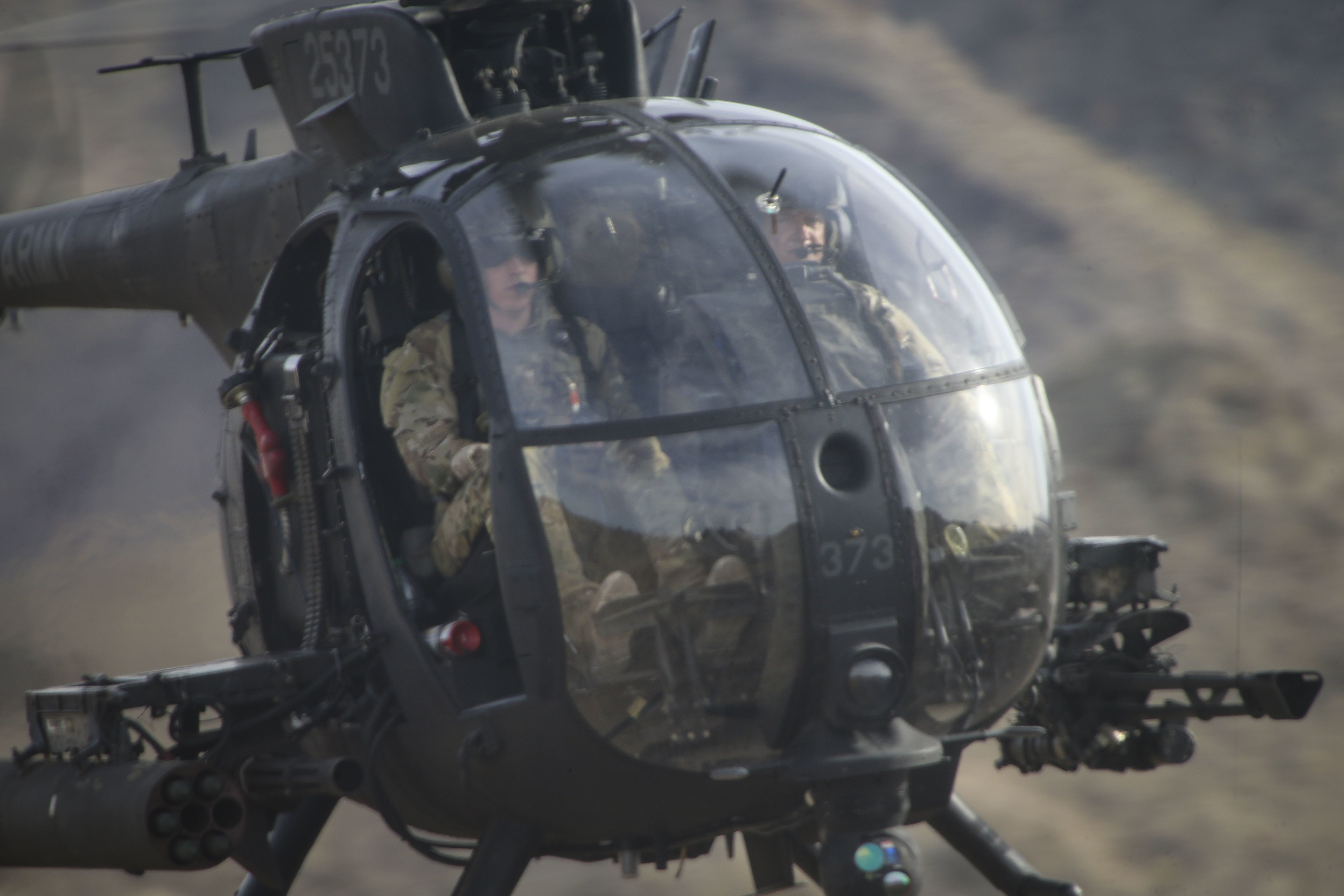
AH-6 Little Bird participando en un ejercicio con los Marines.

Los OH-6 fueron modificados, incorporando paulatinamente mejoras que les permitieran realizar sus misiones en el 160 SOAR. La versión actual es el MH-6J, helicóptero utilitario ligero modificado para transportar hasta seis operadores en “bancos” exteriores instalados en sus costados. Algunos MH-6 incorporan sistemas de visión infrarrojo (FLIR) para operaciones nocturnas y de reconocimiento. El tamaño del MH-6 le permite insertar pequeños equipos de operadores directamente en edificios u otros objetivos urbanos. Su tamaño pequeño también lo hace fácilmente transportable por aviones de transporte: un C-130 puede transportar tres y a los 15 minutos de descargarlos, los helicópteros ya están listos para la misión.
Se han modificado continuamente. Los OH-6A originales se mejoraron, llevándolos a las versiones MH/AH-6B y algunos a la MH/AH-6C. Con la compra de modelos basados en el MD500D comercial llegaron las variantes MH/AH-6H y MH/AH-6G. Finalmente se recibió el AH/MH-6J, basado en el MD530F, que acabó estandarizando los distintos modelos entonces en servicio. Al AH/MH-6J se le ha instalado equipos mejorados de navegación y comunicaciones y cockpit digital a lo largo de los años en servicio, creando la versión MH-6M como fruto del programa Mission Enhanced Little Bird (MELB) entre 2003 y 2007. Los pilotos del 160 SOAR practican constantemente como hacer aterrizar sus MH-6 en los lugares más difíciles, solo durante los segundos necesarios para insertar o extraer operadores. Los MH/AH-6 fueron frecuentemente empleados en operaciones contraterroristas en las grandes áreas urbanas de Irak.
El AH-6J es la versión de ataque ligero del Little Bird y puede ser armado con una selección de miniguns de 7,62 mm, cohetes de 70 mm., ametralladoras calibre .50, misiles Hellfire, cañones de 30 mm., lanzagranadas de 40 mm. o misiles Stinger. Boeing empleó equipos del AH-64 en los AH-6J, habiendo desarrollado sobre esa base una familia de helicópteros de ataque.
En la búsqueda de mejores prestaciones dos MH-6J fueron convertidos en NOTAR (NO TAil Rotor) en la década de 1980. Se probaron sus características y si podían contribuir a tener un helicóptero más silencioso. Finalmente se decidió no seguir adelante con la versión y volver a dejar los helicópteros como MH-6J. La última actualización es la del Bloque III, que designa al helicóptero como A/MH-6R. Está actualización no es una adayde lo helicópteros comerciales, ya que incorpora un nuevo fuselaje que aumenta el límite de peso que puede transportar. Además incluye nuevos equipos (ordenador de misión más pequeño e interfaces para comunicaciones de última generación, etc).
No todo son luces, también hay sombras con estos helicópteros. Desde el USSOCOM hace años se quejan de las carencias y límites de diseño. Una de las carencias es no ser operado por otras fuerzas militares estadounidenses, lo que genera un aumento de costos de operación y mantenimiento. Además ya no es compatible con helicópteros de nueva generación y crea retrasos en el vuelo en formación por la falta de velocidad. Para mitigar este efecto se quiso implementar algún mecanismo para aumentar su velocidad pero los costes eran muy altos y se decidió mejorar el motor, transmisión y las palas de rotor.

### MH-60 "Blackhawk"

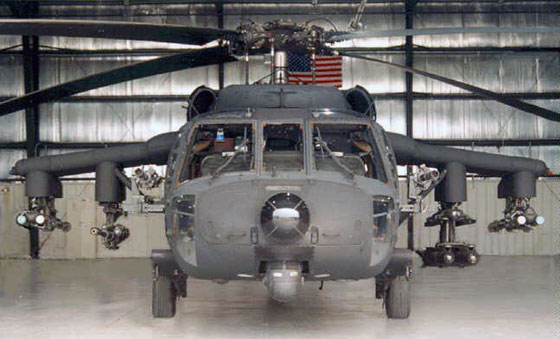
MH-60L DAP (Direct Air Penetrator)

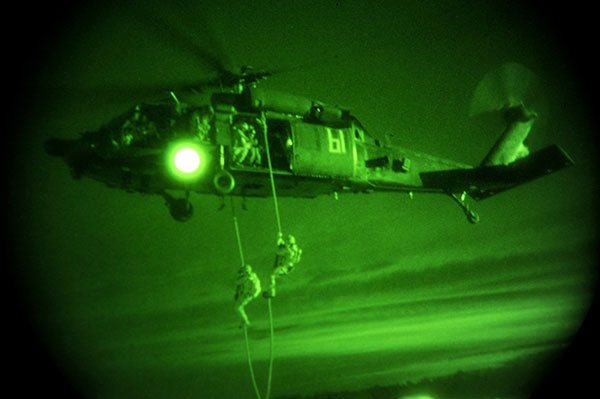
Inserción nocturna de operadores del Delta Force desde un MH-60 en Abu Sayyaf (Siria) en mayo de 2015.

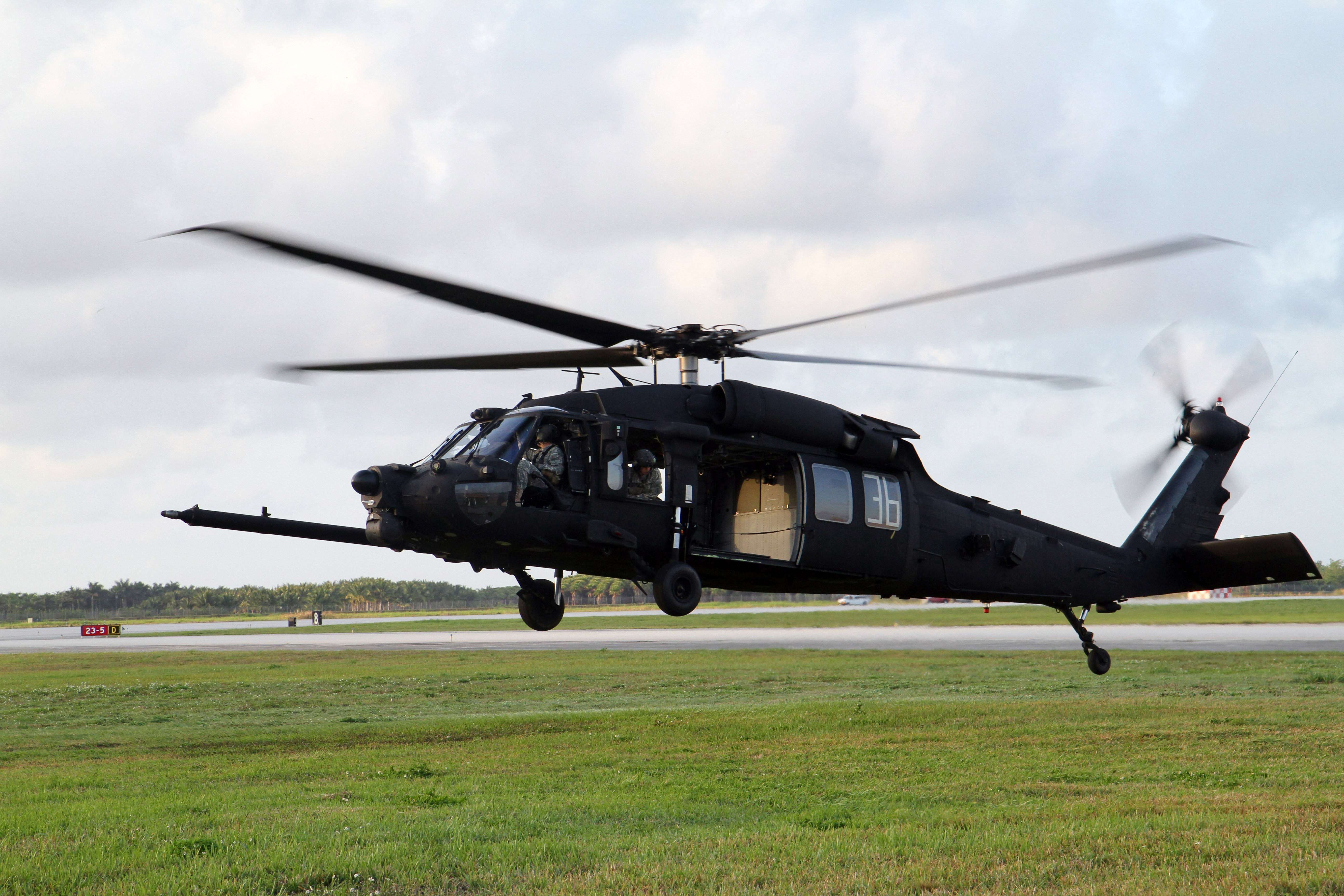
MH-60, la sonda de reabastecimientoby equipos para volar en todo tiempo son claramente visibles.

El 160° SOAR también utiliza helicópteros MH-60 BlackHawk. Son los helicópteros de emplea general ya que pueden realizar diversas misiones: transporte soldados asalto, puesto de mando, reabastecimiento, transporte cargas suspendidas, búsqueda y rescate, evacuación de heridos, apoyo aéreo, etc. Los MH-60 llevan un paquete mejorado de equipos de navegación, comunicaciones y autodefensa.
Cuando se creó la Task Force 160 recibió 30 helicópteros UH-60A de la División 101. Estos fueron transformados en MH-60A mediante la instalación a partir de 1984 de motores más potentes, supresores de infrarrojos en los escapes del motor, equipos que le permitieran operar en la oscuridad de un modo más efectivo (radar, gafas visión nocturna, cámaras infrarrojos, ...), sonda de reabastecimiento en vuelo y depósitos internos adicionales. Años más tarde Sikorsky creó la versiones MH-60K, siguiendo las especificaciones del 160 SOAR con base en las lecciones aprendidas con el MH-60A y a las mejoras introducidas en la serie realizada para la US Air Force de helicópteros HH-60G/MH-60G Pave Hawk. En 1990 los MH-60A se retiraron para dar paso a los MH-60L, conversión basada en el UH-60L entonces en servicio, hasta que Sikorky entregara los 22 MH-60K encargados. Con la modernización del UH-60L a la versión M los helicópteros MH-60 del SOAR también fueron modernizados, convirtiéndose todos a MH-60M.
El MH-60A se armó en 1989 con ametralladoras de 12,7 mm., ametralladoras fijas M134 Miniguns para disparo frontal y cohetes de 70 mm., fue la primera versión Direct Armed Penetrator, o DAP. Cuando se recibieron los MH-60K algunos MH-60L fueron reconvertidos ala versión DAP. Se cree que el MH-60K/M puede ser configurado en DAP si fuera necesario..
Se han utilizado las versiones del MH-60A/K/L y actualmente la versión empleada es la MH-60M, que cuenta con un sofisticado radar y otras ayudas de navegación. El MH-60M puede configurarse en dos versiones:
- El MH-60M de asalto aéreo incorpora capacidad de reabastecimiento aéreo, equipo de supervivencia avanzado y sistemas de navegación mejorados para permitir vuelos precisos con mal tiempo u otras condiciones adversas. Asimismo el MH-60 cuenta con motores más potentes y depósitos más grandes, así como la posibilidad de emplear depósitos auxiliares externos (los MH/HH-60G de la USAF comparten esta capacidad). Algunos de estos helicópteros pueden también actuar como puestos de mando (command and control). Para realizar las tareas de asalto aéreo están optimizados para descenso por cuerdas (pueden incorporar unos accesorios para las cuerdas), inserción/extracción (incluyen un dispositivo especial denominado "Special Patrol Insertion & Extraction System" - SPIES) y gancho de rescate. Asimismo está prevista la instalación en las puertas de todo tipo de ametralladoras.[68]
- El MH-60M DAP está diseñado para operaciones especiales, concretamente para soporte de fuego a los operadores o llevar a cabo misiones de ataque. Las armas con las que el MH-60L puede equiparse incluyen cañones de 30 mm. y ametralladoras Gatling M134D. Estos últimos pueden ser operados como armas fijas, de disparo hacia adelante o como armas instaladas en las puertas. El helicóptero también puede usar municiones guiadas de precisión (cohetes Hydra, misiles Hellfire, etc). El MH60L DAP puede llevar a cabo misiones de infiltración armadas o actuar como escolta armada para otros helicópteros.[69][69]

Aunque no se ha demostrado hay varios rumores acerca de la existencia de una versión del MH-60 a la que se denomina "Stealth" o "Ghost Hawk". Se trataría de un MH-60 BlackHawk modificado para ser menos visible al radar. Dada la misión del 160 SOAR y el empleo de helicópteros MH-47 no se descarta que se trata de una maniobra de desinformación. En misiones que requieran gran autonomía operarían junto a aviones MC-130W "Combat Spear" de la USAF, que les reabastecerían en vuelo.
La sonda de reabastecimiento fue una de las mejoras solicitadas desde el inicio en los MH-60, así puede abastecerse de aviones MC-130. Para aumentar el radio de acción se pueden instalar depósitos auxiliares internos o emplear el sistema de depósitos externo (ETS). Los MH-60 se distinguen externamente por el empleo de un radar AN/APQ-187 instalado en el morro. Asimismo cuentan con un equipo AN/ZSQ-2 EOSS, que va instalado en una torreta bajo el morro y que consiste en cámaras de infrarrojos que les permiten ver en la oscuridad, así como equipos láser para dirigir misiles antitanque o cohetes en caso de emplear la configuración DAP. Todo esto se complementa con el panel de instrumentos y gafas de visión nocturna. El MH-60M cuenta con una cabina digital configurada de acuerdo a CAAS, un conjunto de aviónica común a los helicópteros MH-60M y MH-47G Chinook. CAAS es compatible con equipos de visión nocturna y cuenta con 4 pantallas de cristal líquido multifunción de color de 6 x 8 pulgadas. Las pantallas aligeran el trabajo de los pilotos ya que muestran datos de vuelo, datos de la misión, datos de sistemas y sensores. Se incluyen una pantalla de mapa en movimiento, una indicación del motor y un sistema de alerta de tripulación (EICAS), indicaciones avanzadas de vuelo estacionario y de aterrizaje, pantalla de video electroóptica e indicador de video de infrarrojos progresivos (FLIR). Una unidad de visualización de control CDU-7000 permite la gestión de la información de radio, navegación y plan de vuelo del helicóptero a través de un teclado alfanumérico completo. Las contramedidas y equipos de comunicaciones también son más sofisticados que los que se pueden encontrar en otros helicópteros del US Army.

### MH-47 "Chinook"

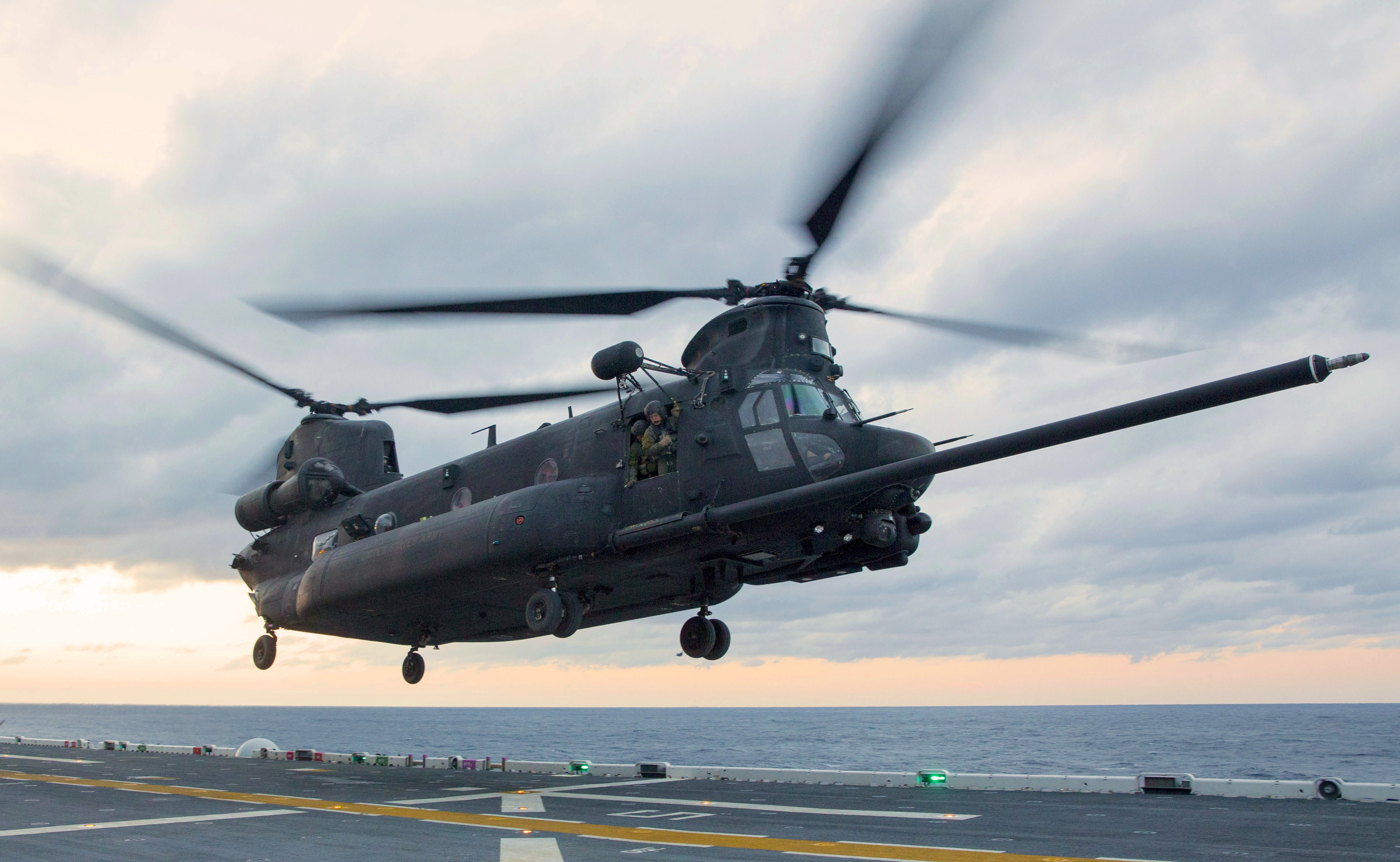
MH-47E Chinook del 160 SOAR aterrizando en la cubierta del buque de asalto anfibio

Del batallón de aviación que dio origen a la unidad se recibieron 12 CH-47C Chinook. No era un helicóptero fácil de desplegar en el extranjero, pero ofrecía la capacidad de mover grandes cargas y muchos soldados. Los Chinook recibieron inicialmente la misión de establecer bases avanzadas donde rearmar y reaprovisionar otros helicópteros de la unidad. Estos puntos fueron bautizados Forward Area refuel-rearm points (FARPs) y eran esenciales para las operaciones de largo alcance en territorio hostil.
Pronto se vio que se necesitaban mejoras y así nació el MH-47. La propia unidad ya introdujo mejoras los primeros años en sus CH-47C para mejorar su capacidad de combustible, prestaciones de vuelo todo tiempo y comunicaciones. La primera versión MH-47D entró en servicio a mediados de los años 80, convirtiendo CH-47A/C/D para los requerimientos de misiones especiales (mayor alcance, radar de seguimiento del terreno, sonda reabastecimiento, motores más potentes, etc). El US Army Special Operations Command solicitó, en espera de los 12 MH-47, que 32 CH-47 fueron convertidos a la versión CH-47D Special Operations Aircraft (SOA).
En 1993 entró en servicio la versión mejorada MH-47E, principalmente reconversiones de CH-47 en servicio, que complementó a los 13 MH-47D en servicio. Se cree que se compraron unos 26 MH-47E, que reemplazaron a los CH-47 SOA. 
El helicóptero actual es el MH-47G Chinook, versión mejorada del MH-47E y que incorpora la experiencia de Afganistán e Irak. Además de los 26 MH-47E y 13 MH-47D reconvertidos a MH-47G también se han comprado algunos nuevos. Los MH-47G se están actualizando al estándar MH-47G Block 2. En 2020 fue recibido el primer MH-47G Block II.

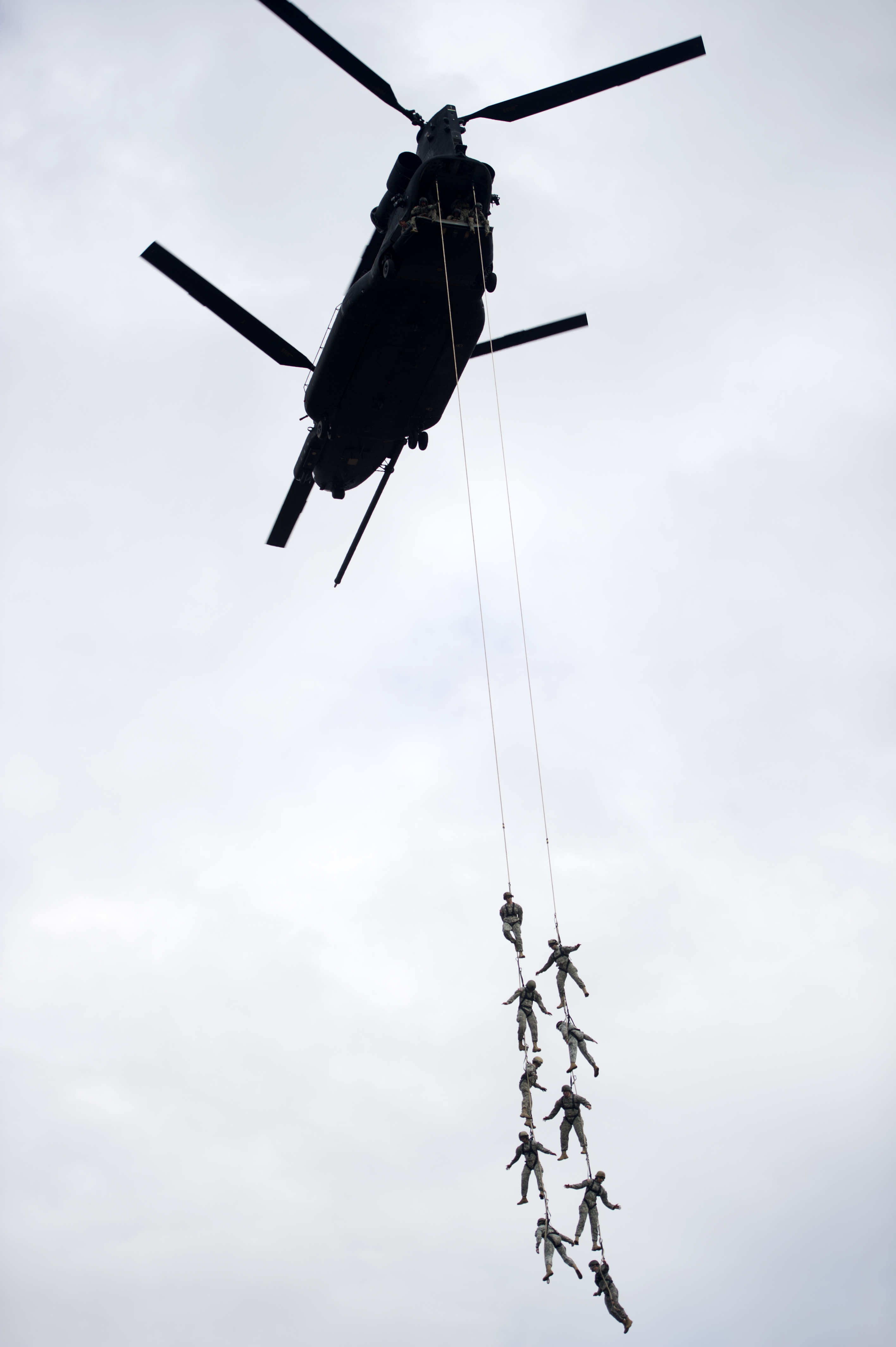
Los MH-47E Chinook están equipados con el Special Purpose Insertion Extraction (SPIE), que permite insertar/extraer a un grupo de soldados sin tener que aterrizar.

El MH-47 está diseñado para usarse en todo tipo de clima. Las variantes MH-47D/E/G se pueden usar para insertar un número sustancial de operadores mediante aterrizaje o vuelo estacionario o inserción de paracaídas. La capacidad de carga también permite que el MH-47 lleve a cabo operaciones para entregar o retirar el equipo a equipos de fuerzas especiales. El MH-47E incorpora muchos sistemas de aviónica redundantes para mejorar la supervivencia en misiones. También puede ser reabastecido de combustible en vuelo. Los MH-47 pueden estar equipados con un sistema de inserción/extracción de cuerda rápida, tienen FLIR y otros sofisticados sistemas de navegación. El MH-47G incluye una mejor aviónica y equipo de navegación, así como un mejor blindaje y ametralladoras M134 y M240D para darle más potencia de fuego.
La experiencia en Afganistán hizo que se decidiera aumentar el número de MH-47 con que operaba la unidad, con un objetivo de 70 unidades. Para facilitar las operaciones se busca que el cockpit tenga el máximo de elementos comunes con los helicópteros MH-60M.

### Drones
Se sabe que hace unos años se añadió una unidad de drones MQ-1C Gray Eagle ER, creando la compañía E dentro del 2.º batallón. La base de esta unidad era Fort Huachuca, y desde 2013 Fort Campbell. Esta unidad ha participado en combate en Afganistán, Siria e Irak.

### Equipos individuales
Todos los pilotos y tripulación de tienen gafas de visión nocturna y emplean sistemas de navegación de alta tecnología. Los pilotos pueden volar con precisión hasta su objetivo en la oscuridad total volando a ras de tierra. Sus helicópteros tienen sistemas de autoprotección y además cuentan con su propia potencia de fuego defensiva. Sin embargo, las escuadrillas del SOAR operan en situaciones de peligro extremo en áreas controladas por el enemigo y  están entrenados para luchar o escapar y si son derribados. En el pasado los miembros de la tripulación estaban armados con MP5K. Sin embargo ahora llevan pistola M9 y carabina M4. A menudo los miembros del SOAR hacen entrenamiento en combate junto con los Rangers o Fuerzas Especiales.